# Història del teatre català

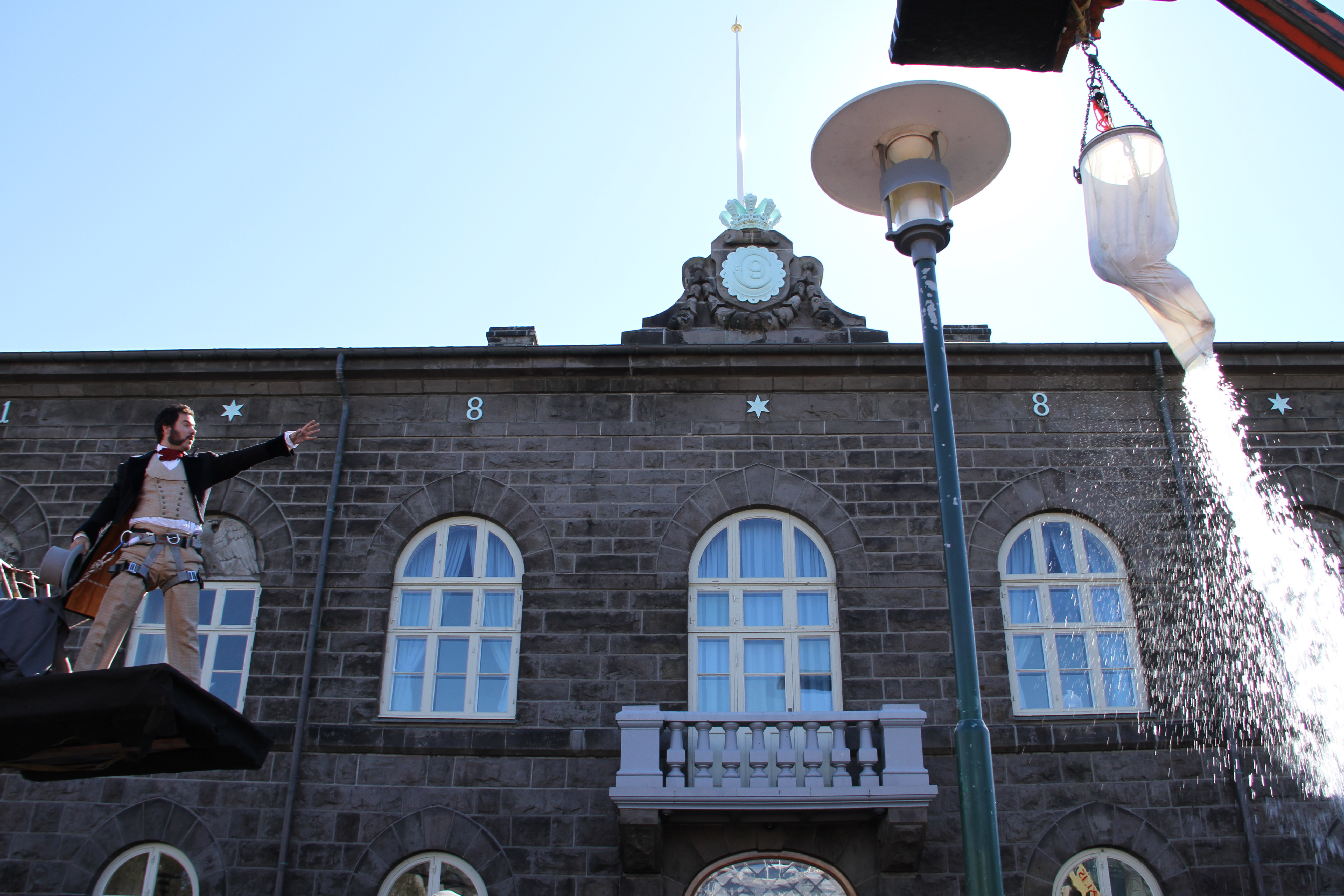
Una presentació de teatre català a Islàndia

La història de teatre català és la història del conjunt de produccions teatrals en llengua catalana.
Des de l'època medieval fins al segle xix, el teatre català va viure moments de retraïment i d'expansió. Mai, però, almenys en l'àmbit popular, no va cessar l'activitat. Alguns dels referents més antics, com els misteris medievals, es mantenen vius avui dia. Perduren les tragèdies del menorquí Joan Ramis, les paròdies de Serafí Pitarra i els drames realistes d'Àngel Guimerà.

## Teatre medieval

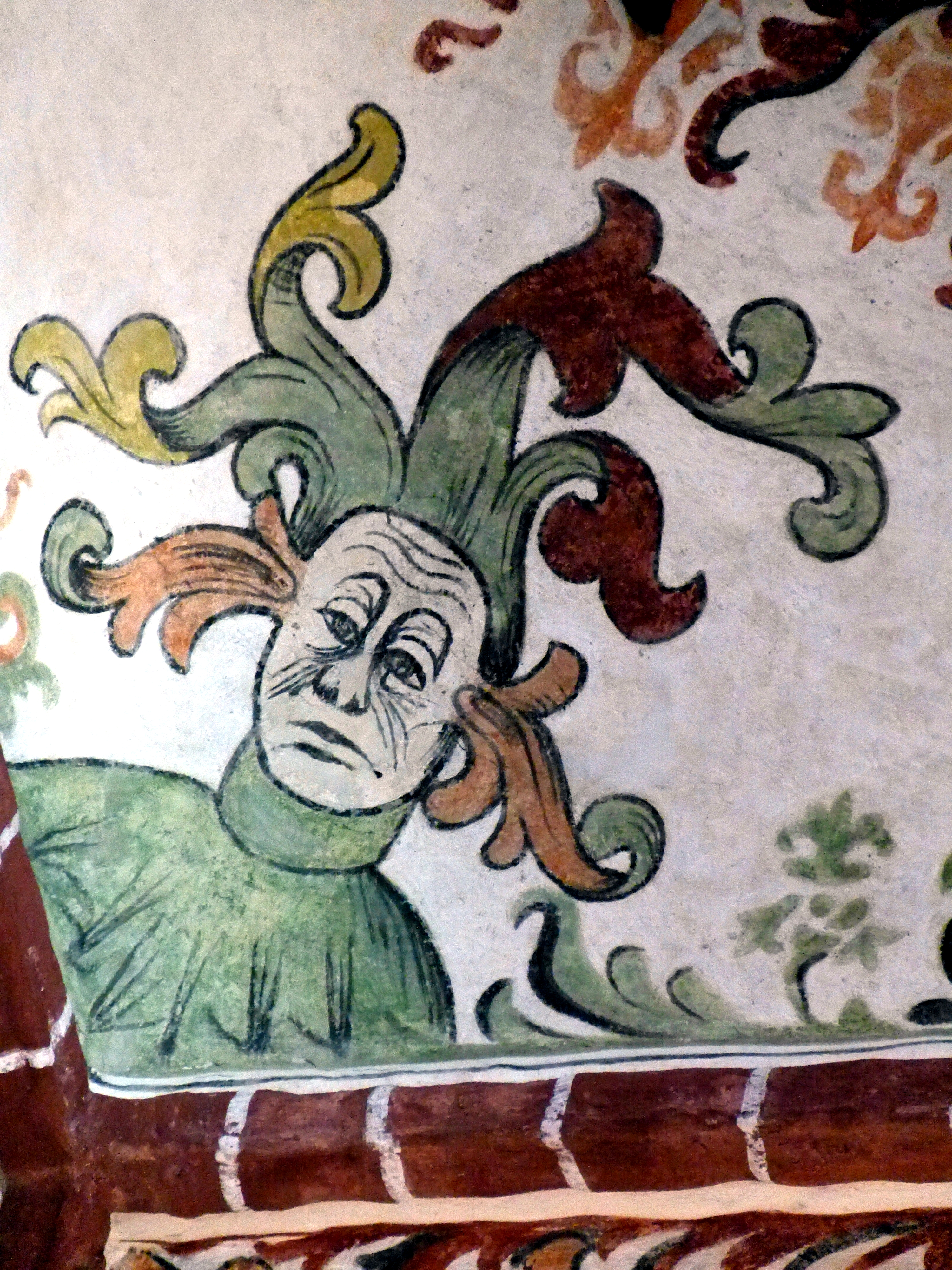
Joglar medieval

Els orígens del teatre en català es remunta a l'època medieval. En aquell període hi havia des de manifestacions teatrals profanes, com els joglars i les festes populars d'inversió de rols i jerarquies, l'expressió més viva de les quals és encara avui el Carnestoltes, fins a la teatralitat religiosa, copada pels anomenats drames litúrgics. Estesos arreu d'Europa amb l'expansió de l'Imperi Carolingi, representaven passatges de les Sagrades Escriptures. La majoria d'aquestes manifestacions es concentraven per Setmana Santa, Pasqua o Nadal.
Al segle xii, amb la revifalla de la vida urbana i del comerç, l'art dramàtic va ocupar els espais públics i el temple i la plaça es van erigir com els principals escenaris. A la Corona d'Aragó, la Passió de Crist i l'Assumpció de Maria van ser, a partir del segle xiv, els dos espectacles per excel·lència. Aquest és el cas del Misteri d'Elx, que se celebra de manera ininterrompuda des del segle xv. Altres cerimònies, celebrades en seus i esglésies, completaven l'espectre del teatre religiós, com els Misteris de Nadal, amb la Sibil·la i l'escenificació de la Nativitat. Aquestes representacions eren generalment cantades, amb escenes simultànies i una escenotècnia fastuosa, i integraven el públic en l'espectacle.

## Teatre al renaixement
A partir de l'època medieval, sense un estat propi ni una cort reial autòctona, l'art dramàtic català culte va entrar en una etapa d'estancament, ja que es feia generalment en llengua castellana. En canvi es mantenien els espectacles populars i, fins al concili de Trento, les antigues formes litúrgiques medievals.
Mentrestant, a Anglaterra brilla el teatre isabelí i William Shakespeare.

## Teatre barroc

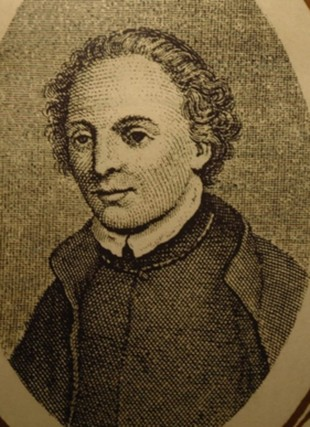
El Rector de Vallfogona

Un tipus de teatre molt estés al barroc va ser el teatre religiós, espectacles que es feien en ocasions festives per al gran públic i sense ànim de lucre econòmic. Destaquen les teatralitzacions de vides de sants en forma de comèdia i sobretot les passions, pel fet que a Catalunya és l'únic lloc d'Europa on es seguien representant.
Pel que fa als textos dramàtics, l'adveniment del barroc va fer triomfar els models teatrals castellans de l'anomenat Segle d'Or i al País Valencià es va estendre el conreu de la dramatúrgia escrita en aquesta llengua. Tanmateix, hi va haver un intent per part d'uns pocs escriptors, com Francesc Vicenç Garcia, conegut també com a "el Rector de Vallfogona", o Francesc Fontanella, per integrar aquests avenços dins una lògica teatral catalana.
L'única peça parcialment conservada de Garcia és La Comèdia famosa de la gloriosa Verge i Màrtir Santa Bàrbara (1617), que recull part de la tradició medieval però incorpora nous elements escènics propis de la comedia nueva. Pel que fa a Fontanella, és autor de les obres Tragicomèdia pastoral d'amor, firmesa i porfia (aproximadament de 1640) i Lo desengany (aproximadament de 1650). El seu teatre parteix de dues tradicions, la joglaresca i la del teatre humanista. Hereu de Plaute i Terenci, Fontanella pretenia renovar l'escena catalana recollint la tradició barroca castellana, sense obviar les influències europees. Sintetitzava diferents tendències representades pel bucolisme, la faula mitològica i el grotesc.
Pel que fa al teatre profà del barroc, destaca la incorporació del teatre burlesc, representat per La famosa comèdia de gala està en son punt (1630), d'autor anònim. Aquesta obra parodiava la comedia nueva, model barroc culte castellà per excel·lència.
El teatre popular de carrer és ben pressent, es fa en espais públics, al carrer, en places, esglésies, etc., i en llengua catalana. Són espectacles vius i frescos, que solen incloure diverses arts escèniques barrejades i tenir un to general còmic. Els arguments són coneguts pel públic. Es basen en els espectacles joglarescos de Pere Çahat i en la commedia dell'arte.

## Teatre de la il·lustració

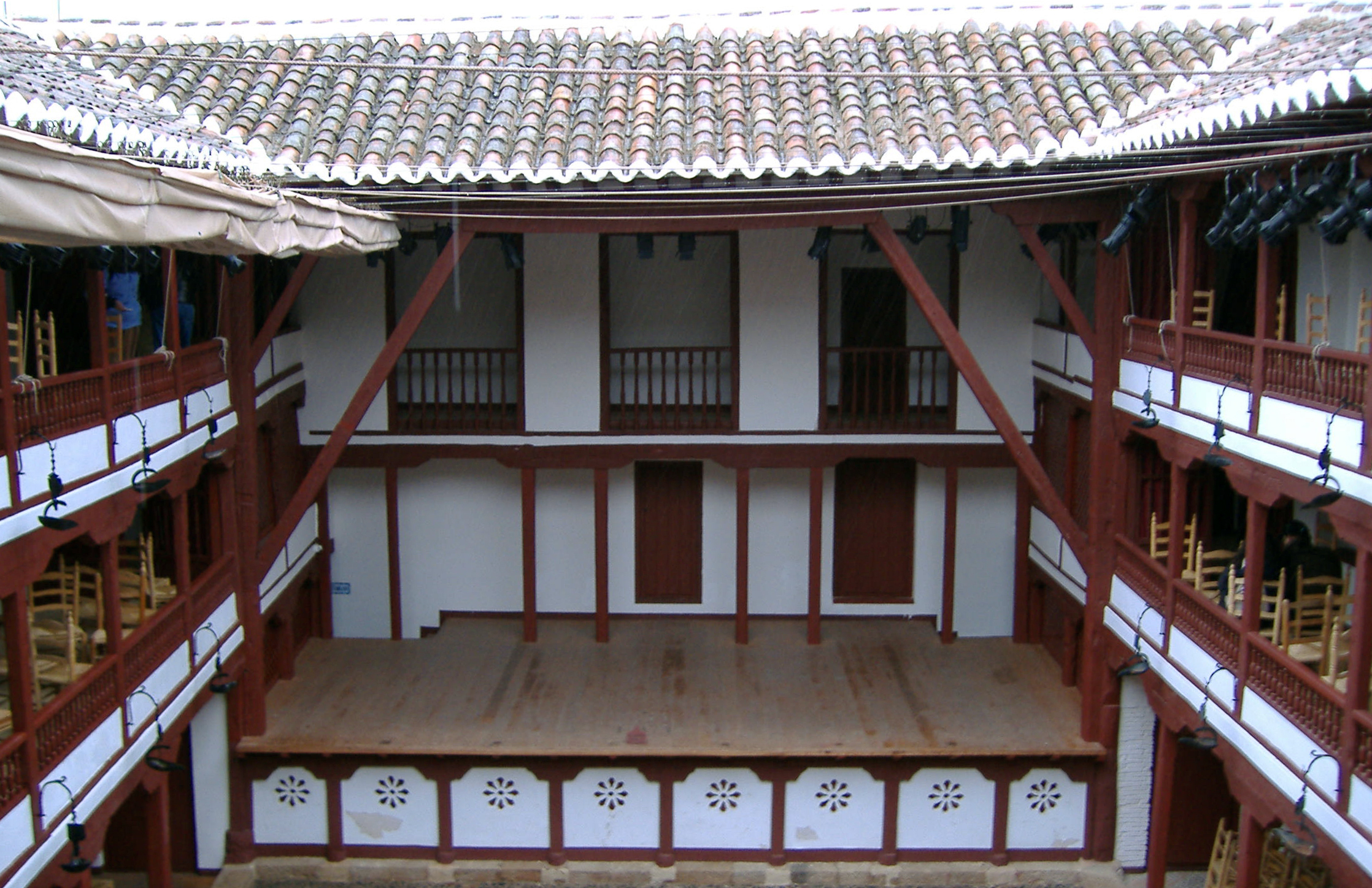
El teatre es presentava en corrals de comèdia

El segle xviii va començar amb la pèrdua definitiva d'un marc cultural propi i autònom respecte del castellà. La derrota a la guerra de successió espanyola (1702-1715) no només va provocar la pèrdua dels furs, sinó que va significar el tancament d'universitats i d'altres espais de producció cultural, al mateix temps que s'iniciava un procés d'imposició lingüística, fins al punt que en 1801 Manuel de Godoy obliga que a cap teatre no es representi cap obra que no fos en castellà.
Els teatres van ser doncs monopolitzats per les companyies castellanes que van implementar un repertori barroc tardà. Els gèneres teatrals que prevalien en català van ser l'entremès burlesc i el sainet, presentats a habitatges privats. Pel que fa al teatre culte, era en català a l'illa de Menorca, dominada per Gran Bretanya, destacant com a dramaturg el menorquí Joan Ramis (1746-1819).
Pel que fa a l'escenografia de les produccions als Països Catalans, en aquesta època coexisteixen tres corrents estètics: la tendència rococó, representada per Francesc Tramulles, Manel Tramulles i Pere Pau Montaña i Placeta; la barroca, molt menys continguda que la rococó; i la neoclàssica, que opta per la versemblança i la proporció.
Menorca, sota dominació britànica durant bona part del segle xviii, havia conservat tant les estructures polítiques autòctones com la vitalitat de la llengua catalana. A més, a l'illa havien arribat els corrents neoclàssics europeus, tant francesos com anglesos, que a la resta de territoris, amb l'excepció de la Catalunya del Nord, no es van produir ni amb la mateixa rapidesa ni amb la mateixa intensitat. Ramis és autor de les tragèdies Lucrècia (1769), Arminda (1775) i Rosaura (1783). De caràcter moralitzant, aquestes obres tenen una factura neoclàssica impecable, tant pel que fa als continguts com pel que fa a l'estil o l'estructura dramàtica, respectuosa amb la lògica de presentació, nus i desenllaç i amb les tres unitats aristotèliques.

## Segona meitat del segle XIX: Teatre de la Renaixença
En aquesta època destaca la Renaixença de la literatura catalana, incloent dramatúrgies en català. El moment de plenitud de la Reinaixença es dona entre la dècada de 1870 i els anys noranta, un llarg període durant el qual conviurà amb altres tendències, com el romanticisme, el realisme teatral o el naturalisme teatral.
Una de les peces que més es representa en aquesta època al Teatre de Barcelona és el sainet, substituint definitivament l'antic entremès. El sainet és la forma dramàtica que reflecteix la vida quotidiana de menestrals, artesans o petits terratinents i de les capes més marginals de la societat. Es tracta d'obres breus, de contingut costumista i polític, que presenten una visió satírica de la realitat i generalment inclouen un triangle sentimental.
Pel que fa a la literatura, dos dramaturgs que van tenir molt èxit van ser Pitarra i Àngel Guimerà.

### Sainets i altres presentacions privades

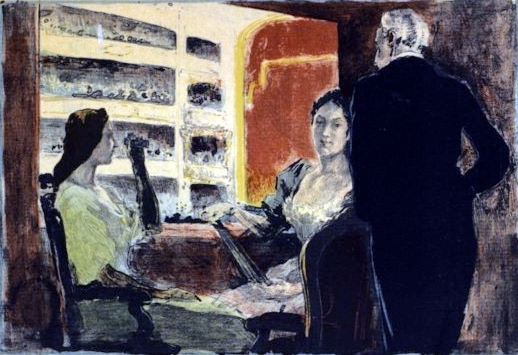
El sainet és una peça còmica breu que es presenta a l'entracte o a la fi d'una funció.

A les darreries de segle, a Barcelona i a València es va generalitzar la moda, entre l'aristocràcia, de les representacions privades. Un dels gèneres per excel·lència d'aquests espais era el sainet, que va guanyar terreny fins a convertir-se en el gènere preferit, no ja de la noblesa, sinó de la menestralia. Aquesta tendència es va reforçar al començament del segle xix.
El primer gran autor del gènere va ser Josep Robrenyo (1780-1838). D'extracció menestral, Robrenyo va ser el primer home de teatre en el sentit contemporani del mot. Actor, autor i director de fortes conviccions liberals, va utilitzar el sainet amb finalitats polítiques per combatre l'absolutisme. La seva producció no es va acabar aquí, ja que també va escriure sainets costumistes com El sarau de la Patacada. Tota la seva obra és amarada d'un propòsit polític i propagandista.
Al marge de Robrenyo, altres cultivadors del gènere van ser Ignasi Plana i Josep Maria Arnau. Al País Valencià, el sainet va gaudir d'una època d'or als anys seixanta i setanta del mateix segle amb autors com Eduard Escalante i Francesc Palanca. A Mallorca, el màxim representant del gènere va ser Pere d'Alcàntara Penya.

### Frederic Soler "Pitarra"

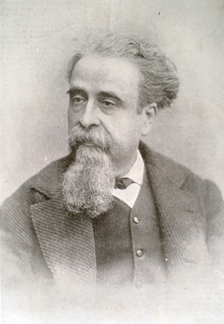
Serafí Pitarra

Una fita cabdal per a la renovació del teatre català va ser l'aparició de Frederic Soler, Serafí Pitarra (1839-1895). Pitarra va començar la seva producció als tallers, en voga als anys cinquanta i seixanta del segle xix, espais llogats per joves per organitzar el lleure i les activitats sota la influència dels corrents liberals i del primer republicanisme. Pitarra es va fer famós pels dots humorístics, amb peces paròdiques com La botifarra de la llibertat i, fins i tot, peces brutes com Jaume el Conquistador. En totes caricaturitzava la societat burgesa del moment i en desmitificava els referents culturals.
El salt al gran públic es va produir el 1864, quan va estrenar al Teatre Odeón L'esquella de la torratxa, paròdia del drama romàntic de La campana de l'Almudaina, de Joan Palau i Coll. L'èxit d'aquesta obra va propiciar la fundació de la companyia La Gata, que entre el 1864 i el 1866 va representar les obres de Pitarra al mateix teatre. Aquestes peces, conegudes amb el nom de gatades, alternaven la paròdia de les obres i dels tòpics romàntics amb els quadres costumistes i reivindicaven l'ús del català que es parla. Finalment, el 1867 Pitarra va entrar al Teatre Romea, on es va consagrar com el gran autor teatral català del segle xix. En paral·lel a Soler, hi ha altres autors com Conrad Roure o Eduard Vidal i Valenciano que van seguir una trajectòria semblant. Precisament, va ser Vidal i Valenciano el primer a fer el salt cap a un nou gènere, el drama romàntic, amb l'obra Tal faràs, tal trobaràs (1865).
Soler, coincidint amb l'entrada al Romea, del qual també va ser empresari, va fer un gir semblant. Va dissoldre La Gata i va crear la companyia Teatre Català. A partir de Les joies de la Roser (1866), Soler va iniciar la producció de drames romàntics, als antípodes de la producció anterior. Al mateix temps, Soler començava una ràpida transició del liberalisme al conservadorisme, amb els patrons estètics i ideològics de la burgesia que anteriorment havia ridiculitzat. Els seus drames, entre els quals destaquen L'esquella de la torratxa (1864), La dida (1872), El ferrer de tall (1874) o Batalla de reines (1887), penetren en la història catalana i idealitzen la vida camperola, tòpics romàntics, mentre fan una defensa de valors com la família, l'autoritat i els costums. Una altra característica va ser el gust per l'efectisme. A final dels vuitanta, Soler va entrar en una crisi creativa que no va acabar fins a la seva mort, el 1895.

### Àngel Guimerà

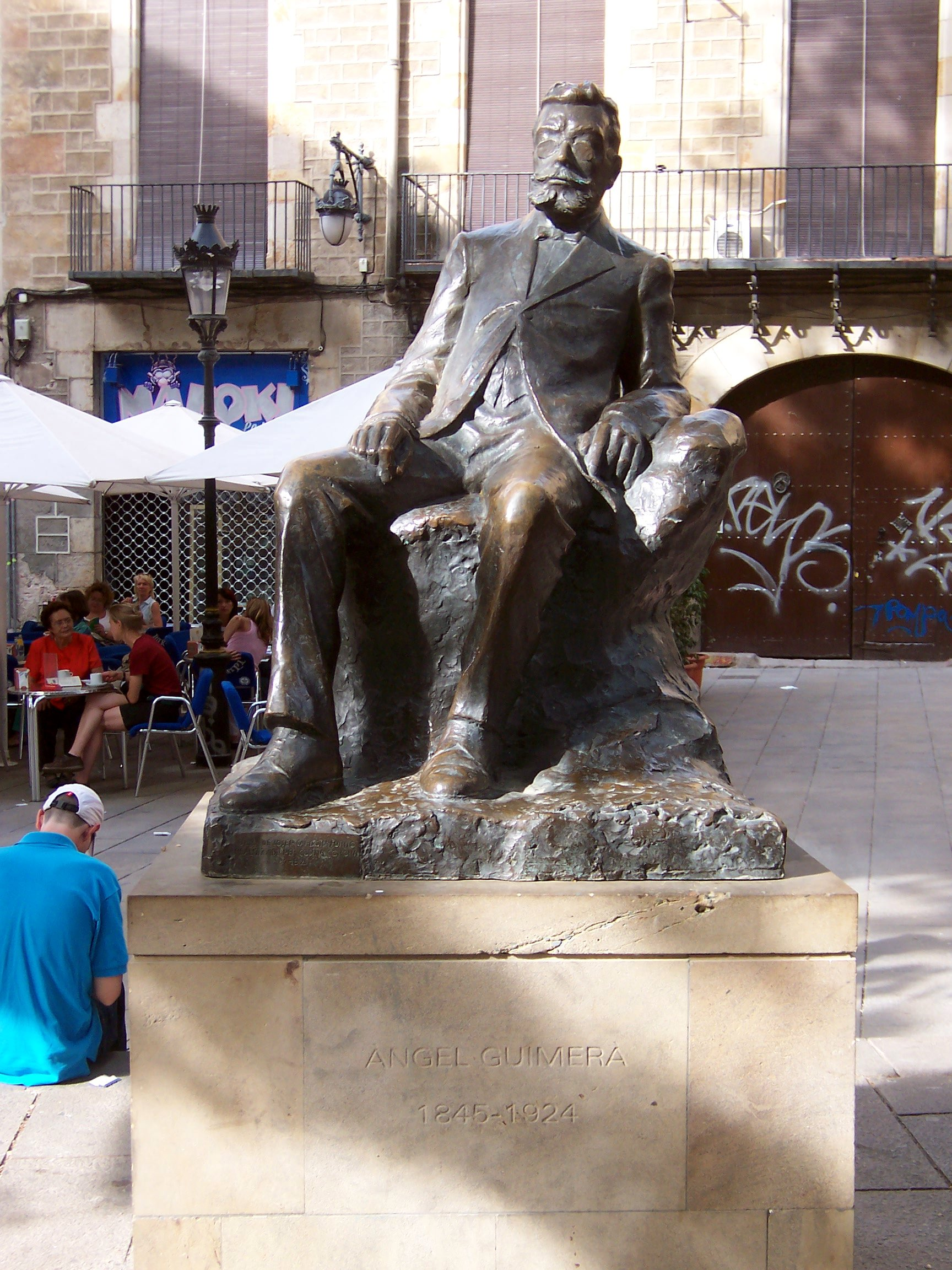
Estàtua sedent de Guimerà a la pça. de Pi de Barcelona

Coincidint amb el declivi de Soler, va aparèixer una nova figura emergent, Àngel Guimerà (1845-1924). Després de guanyar els Jocs Florals del 1877, es va estrenar en el món del teatre amb Gal·la Placídia (1879).
Guimerà, ben aviat, va destacar amb noves creacions, d'un romanticisme tardà, com Mar i cel (1888) o Rei i monjo (1890). Aquesta darrera obra va propiciar una greu topada entre Guimerà i Soler, amb acusacions mútues de plagi. Fins aleshores, l'estètica dramàtica de Guimerà girava entorn del romanticisme i l'historicisme. A partir de llavors, va diversificar la producció introduint temes propers a la realitat política i social, assumint bona part de l'herència sainetesca i prescindint del vers quan ho creia necessari. L'ascens va ser meteòric. El poble es va identificar amb ell i el va mitificar, com havia passat amb Pitarra. En aquest moment, Guimerà va escriure les millors obres: En Pólvora (1893), Maria Rosa (1894), La festa del blat (1896) i Terra baixa (1896). En el cim del prestigi, també va tenir un paper destacat dins del moviment polític catalanista.
Després d'aquest fructífer període de síntesi entre romanticisme i realisme, va buscar nous recursos per renovar el discurs i es va aproximar a una estètica realista més cosmopolita, com a La pecadora (1902), però només es va mostrar capaç de reinventar-se amb el realisme de temàtica rural, com a Sol, solet (1905). Dubitatiu davant l'ascens del modernisme i del Noucentisme, va fer alguns intents d'acostar-se al primer, sense gaire èxit. Guimerà va morir sense produir noves grans obres, si bé va gaudir sempre d'una àmplia acceptació popular i va ser un dels referents clàssics dels repertoris amateurs i professionals.

## Primer terç del segle XX

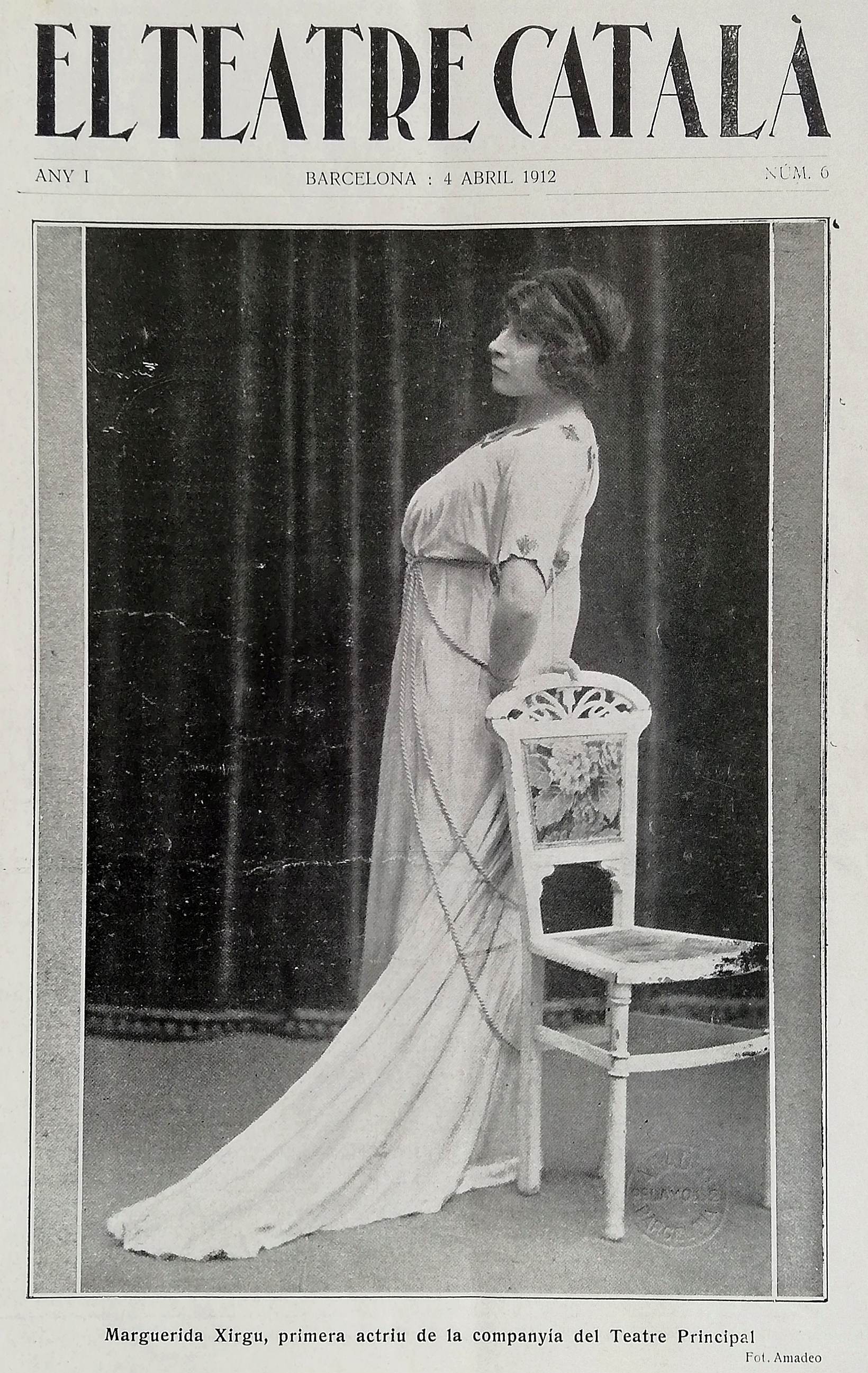
L'actriu Margarida Xirgu va ser una de les més destacades de principis de. A la imatge, dins la revista El Teatre Català de l'any 1912

Als anys 30 del segle xx van conviure el teatre modernista, noucentista i el començament de les primeres avantguardes: expressionista, etc. Van ser anys de consum massiu de teatre i d'intents renovadors profunds en l'escena. L'adveniment de la República i la constitució de la Generalitat de Catalunya oferien un marc polític propici per a la diversificació de les formes teatrals. El nou marc autonòmic va permetre iniciar un nou procés institucionalitzador al Principat. El govern es va plantejar la necessitat de crear diversos teatres oficials i de renovar les entitats ja existents.
El 1931 es va crear la Federació d'Associacions de Teatre Amateur, que va donar cabuda a un teatre d'aficionats que no havia deixat de créixer des de principis de segle. El mateix any es va crear el premi Ignasi Iglésias de textos dramàtics per fomentar la producció catalana de qualitat. Així mateix, es va reestructurar l'Escola Catalana d'Art Dramàtic, que va prendre el nom d'Institució del Teatre i en la qual Adrià Gual va ser rellevat per Joan Alavedra.
Els anys anteriors a la guerra civil, els teatres de l'avinguda del Paral·lel de Barcelona bullen d'activitat. Allà treballa fins al 1939, any de la seva mort, el popular actor Josep Santpere.

### Teatre modernista

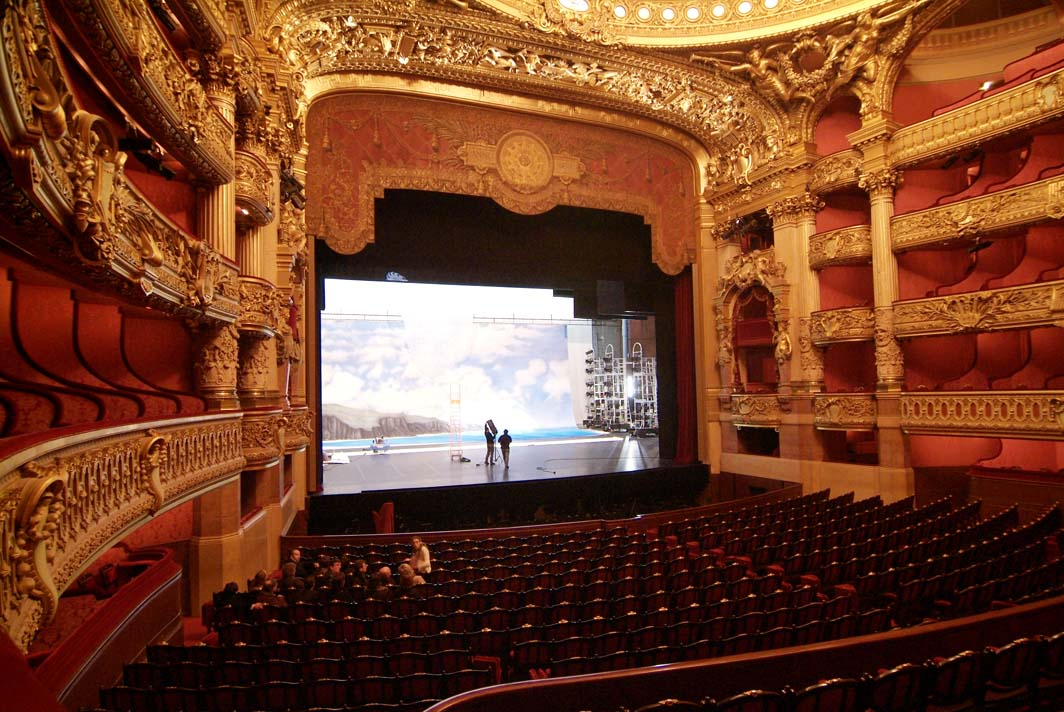
Els corrals es substitueixen per teatres a la italiana

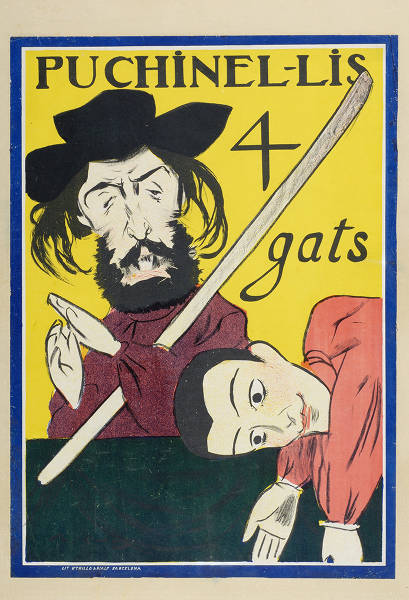
Cartell anunciant putxinelis

El modernisme català afegeix noves influències d'origen europeu, realistes i simbolistes, i s'inspirava en autors com Maeterlinck i especialment Ibsen. En un context polític vertiginós, els textos solen optar per prendre partit. El propòsit fonamental del moviment era modernitzar la cultura catalana, homologant-la al context europeu i construint una nova estètica allunyada dels principis del racionalisme crític i del positivisme. El modernisme qüestionava els valors establerts (teatre d'idees), situava l'individu com a centre de la majoria de reflexions i portava els conflictes morals i socials a primer terme.
A les dècades dels vint i dels trenta, el teatre català va viure un esclat d'autors, d'espais i de companyies, però sobretot de públic. Aquesta dinàmica ascendent es va veure truncada per l'adveniment de la Guerra Civil espanyola, el final de la qual va tenir unes conseqüències traumàtiques.
Va ser un període d'eclosió dels teatres, destacant a Barcelona l'eix de les Rambles i els dos nous eixos del Paral·lel i el passeig de Gràcia, fora de la muralla. S'obren a Barcelona i altres ciutats catalanes molts espais teatrals nous. Exemples d'arts escèniques modernistes van ser els espectacles informals del cafè Els Quatre Gats i les Festes Modernistes al Cau Ferrat de Sitges, entre d'altres. Dins del modernisme es poden encabir autors tan diversos com Apel·les Mestres, un dels principals precursors, Santiago Rusiñol, Ignasi Iglésias, Juli Vallmitjana, Joan Torrandell, Adrià Gual o Felip Cortiella.

#### Santiago Rusiñol
Rusiñol, a banda de pintor i prosista, va ser un dels principals dramaturgs del moviment. Va actuar com a dinamitzador modernista amb les Festes Modernistes al Cau Ferrat de Sitges. En les seves primeres obres, com Cigales i formigues (1901) o L'heroi (1903), va jutjar la societat del moment, considerada banal, materialista i supèrflua, a la qual oposava la figura de l'artista, el geni redemptor. Les relacions entre aquest i la societat, però, van canviar substancialment a La mare (1907), on Rusiñol es va mostrar molt més indulgent i conformista.
Aquesta obra va ser el preludi de la seva posterior reconversió, de la bohèmia a la vida burgesa i assenyada. Cal destacar també L'auca del senyor Esteve, una de les seves obres més conegudes, retrat agredolç de la burgesia barcelonina del començament de segle. Escrita el 1907 com a novel·la i feta la versió dramàtica el 1910, va ser estrenada amb gran èxit el 1917.

#### Ignasi Iglésias
Ignasi Iglésias va cultivar un teatre més social. Nascut en els ambients obrers de Sant Andreu del Palomar i format com a dramaturg en el teatre societari, Iglésias, tot i el regust simbolista de les primeres obres, com L'escurçó (1894), amb el canvi de segle va fer un gir naturalista, amb peces com El cor del poble (1902), Els vells (1904) i Les garses (1905), que van esdevenir els seus èxits principals. El món representat per Iglésias és un món obrer vuitcentista amb unes problemàtiques pròpies de la menestralia barcelonina. Iglésias, militant del republicanisme federal, prenia en consideració les injustícies socials però no acceptava l'antagonisme de classes. En les seves obres existia una supremacia moral de l'obrer que el feia triomfar per sobre de l'ambició i la corrupció de la burgesia, sempre dins d'un ordre social presidit pel pactisme.

#### Juli Vallmitjana
Juli Vallmitjana va retratar les realitats més marginals i exòtiques de la Barcelona del moment. Va mostrar la realitat dels gitanos i dels baixos fons de la ciutat, en obres com Els zin-calós (1911) o Rují (1918), en què incorporava un argot i uns personatges propis d'aquests ambients. En el marc del modernisme també van aparèixer propostes col·lectives, com la del Teatre Íntim d'Adrià Gual o la de l'Agrupació Avenir de Felip Cortiella, la primera arrelada en l'estètica simbolista i la segona, en el moviment polític anarquista.

### Teatre noucentista
Al primer terç del segle xx, el noucentisme va aparéixer com a reacció al modernisme. Ideològicament manté el catalanisme però en ser impulsat per la burgesia, que aspira a tenir un paper predominant en el govern del país, substitueix les idees socials, més aviat d'esquerres i sovint llibertàries, per altres de moralitzants, conservadores i costumistes. Es va alimentar per la constitució de la Mancomunitat de Catalunya (1914) i l'intent de la Lliga Regionalista de crear un entramat d'institucions culturals de les quals l'Institut d'Estudis Catalans (IEC) era la punta de llança.
Des d'un punt de vista teatral, el canvi es va constatar amb la substitució del drama naturalista i del drama simbòlic a favor d'altres formes dramàtiques com l'alta comèdia. Aquesta va ser la preferida per una burgesia, que va prendre com a bandera els valors tradicionals, amb l'objectiu de consagrar uns codis morals i polítics d'ordre que havien de regir la societat.

#### Carles Soldevila
L'autor que es va ajustar més i millor a aquest model va ser Carles Soldevila. Ell va cultivar un gènere en el qual la preservació del decòrum i de les relacions socials es va convertir en una autèntica obsessió. Alguns títols, com Civilitzats, tanmateix (1921), revelen les seves intencions. De totes maneres, no s'ha de dibuixar una ruptura total entre el modernisme i el Noucentisme. Hi va haver autors que van fer de pont i que van participar d'ambdós moviments, com Josep Pous i Pagès o Joan Puig i Ferreter que, integrats tardanament en el modernisme, van intentar mantenir-ne la producció després que aquest es tanqués.

#### Josep Maria de Sagarra
El gran autor d'aquest període va ser Josep Maria de Sagarra. Procedent d'una vella família de l'aristocràcia catalana, es va donar a conèixer primerament com a poeta. Com a dramaturg, va recollir dues influències: la de la cultura popular, que evocava la Catalunya mítica i que li va servir de teló de fons a la majoria de les seves obres, ja sigui en ambients rurals, mariners o ciutadans, i la de l'ordre i la mesura noucentistes. Si bé la seva fórmula teatral, l'anomenat poema dramàtic, no es corresponia a la de l'alta comèdia burgesa, va ser acceptada per la classe rectora com a pròpia, ja que, en el fons, encarnava uns valors molt semblants als de la primera.
Sagarra es va convertir en un autor d'èxit comercial durant els anys vint i trenta amb obres com Cançó de taverna (1922), L'hostal de la Glòria (1931) o El Cafè de la Marina (1933), possiblement la seva obra més cèlebre.
Sagarra, però, no només va ser capaç de connectar amb la burgesia sinó també amb àmplies capes socials, fruit del regust popular de les seves creacions i del caràcter interclassista dels seus personatges.

#### Refractaris al noucentisme
Cal fer referència també a tota una colla d'autors que, des de diverses posicions personals i intel·lectuals, van mostrar una certa resistència a l'hegemonia noucentista, alguns d'ells provinents també de la tradició modernista. Aquest va ser el cas d'Ambrosi Carrion. Deixeble de Maragall i un dels principals ideòlegs de la revista El Teatre Català (1912-1917), va intentar bastir un edifici teatral altament intel·lectualitzat, amb un clar regust classicista, amb obres com El fill de Crist (1912) o Clitemnestra (1916).
Un altre cas va ser el de Ramon Vinyes. Forjat en les files del modernisme, després d'una estada a Amèrica, va tornar a Barcelona als anys vint per convertir-se en un dels principals crítics i teòrics teatrals catalans. Enemic de l'alta comèdia, va bregar a favor d'un teatre no burgès, transcendent i arrelat en el poble.

### Teatre d'avantguarda
El teatre i les arts escèniques en general es revolucionen amb el teatre d'avantguarda i expressionista. Ja no es busca copiar la realitat com un mirall, com fèien els naturalistes, ni seguir les normes típiques d'estructura d'inici, desenvolupament i final, ni moralitzar sinó plantejar preguntes. El nou context polític, social i cultural busca la individualitat, la subjectivitat, la plasticitat, l'estilització i la innovació. Canvia totalment la forma dels escenaris i l'escenografia, s'incorporen noves tecnologies, s'utilitzen nous llenguatges actorals (Brecht, Grotowski, etc.), es busca la implicació psíquica -i de vegades també física- del públic, ofereix espectacles amb números d'arts escèniques diferents, incorpora arts no escèniques.
En aquest ambient, nous autors prenien protagonisme. Un primer exemple va ser Josep Maria Millàs-Raurell. Si bé la seva és una obra mesurada i elegant, va iniciar amb La llotja (1928) una penetrant crítica a la família burgesa i a les seves contradiccions, que va continuar a La sorpresa d'Eva (1930) i a La mare de Hamlet (1931).
Una temàtica similar la mostra Carme Montoriol en les seves peces L'abisme i L'huracà.
Joan Oliver (amb pseudònim Pere Quart), format en ambients avantguardistes, va començar a fer els primers passos com a dramaturg professional a partir del model de la pièce bien faite. La seva empremta abans de la Guerra Civil espanyola va ser escassa. Les seves primeres obres, que satiritzen els valors i el mode de vida burgès, datades a final dels anys vint i principi dels trenta, no es van editar fins a l'esclat del conflicte. A partir del juliol del 1936, Oliver va assumir un nou discurs. Amb La fam (1937), escrita just després dels Fets de Maig, va reflexionar sobre el procés revolucionari engegat a Catalunya i les seves contradiccions i va situar com a protagonista inequívoc de l'obra el proletariat.

## Dictadura espanyola

### Primers anys
La derrota definitiva de la legalitat republicana el 1939 va suposar una ruptura profunda en l'evolució teatral catalana. Les institucions i el teixit associatiu que nodrien la república van ser destruïts. En acabar la guerra i començar la dictadura es va prohibir el teatre professional en català, de textos originals o traduccions, mandat que serà vigent fins al final de la Segona Guerra Mundial, el 1946. Així mateix, es dificulta enormement el contacte de Catalunya amb la creació artística de la resta d'Europa.
Això estronca una escena molt dinàmica des del modernisme i obliga a molts dramaturgs i intèrprets a exiliar-se; també moltes companyies s'han de disgregar. Alguns d'aquests grups són el Teatro de Arte, el Teatro de Estudio, Thule, Teatro de Ensayo, el Teatro Yorick, el Teatro de Cámara de Barcelona, el recuperat Teatre Grec, el Teatro Club, l'Agrupación de Teatro Experimental i el Teatro Español Universitario de Barcelona.
Els teatres estaven monopolitzats pel teatre comercial el qual ofegava qualsevol voluntat de trencament, imposant a tots els àmbits culturals els costums més tradicionals i conservadors. En el terreny de l'escenografia, per exemple, amb l'ús exclusiu de telons pintats. Les prohibicions no van poder impedir que es continués fent teatre a cases particulars, s'hi feien lectures o petites representacions, com les obres de Shakespeare que traduïa Josep Maria de Sagarra. També van aparéixer alguns grups de teatre de cambra i experimental que intenten obrir noves vies i exploren formes alternatives d'escriptura i de direcció teatral, així com nous recursos escenogràfics.
Autors catalans com Avel·lí Artís i Balaguer, Ambrosi Carrion o Ramon Vinyes es van exiliar. Joan Oliver, van canviar el registre per adaptar-lo a les exigències contextuals. A partir d'aquest moment, la seva producció teatral, tenyida d'escepticisme i de sarcasme, insisteix en la crítica a la classe acomodada. Empra un llenguatge planer i narra situacions amb les que el públic es pot identificar fàcilment, amb un resultat de gran eficàcia escènica. Carles Soldevila i Josep Maria de Sagarra van mantenir una certa continuïtat, convertint-se en vertaders testimonis d'un passat perdut per sempre més.

### De la fi de la segona guerra mundial als anys 60

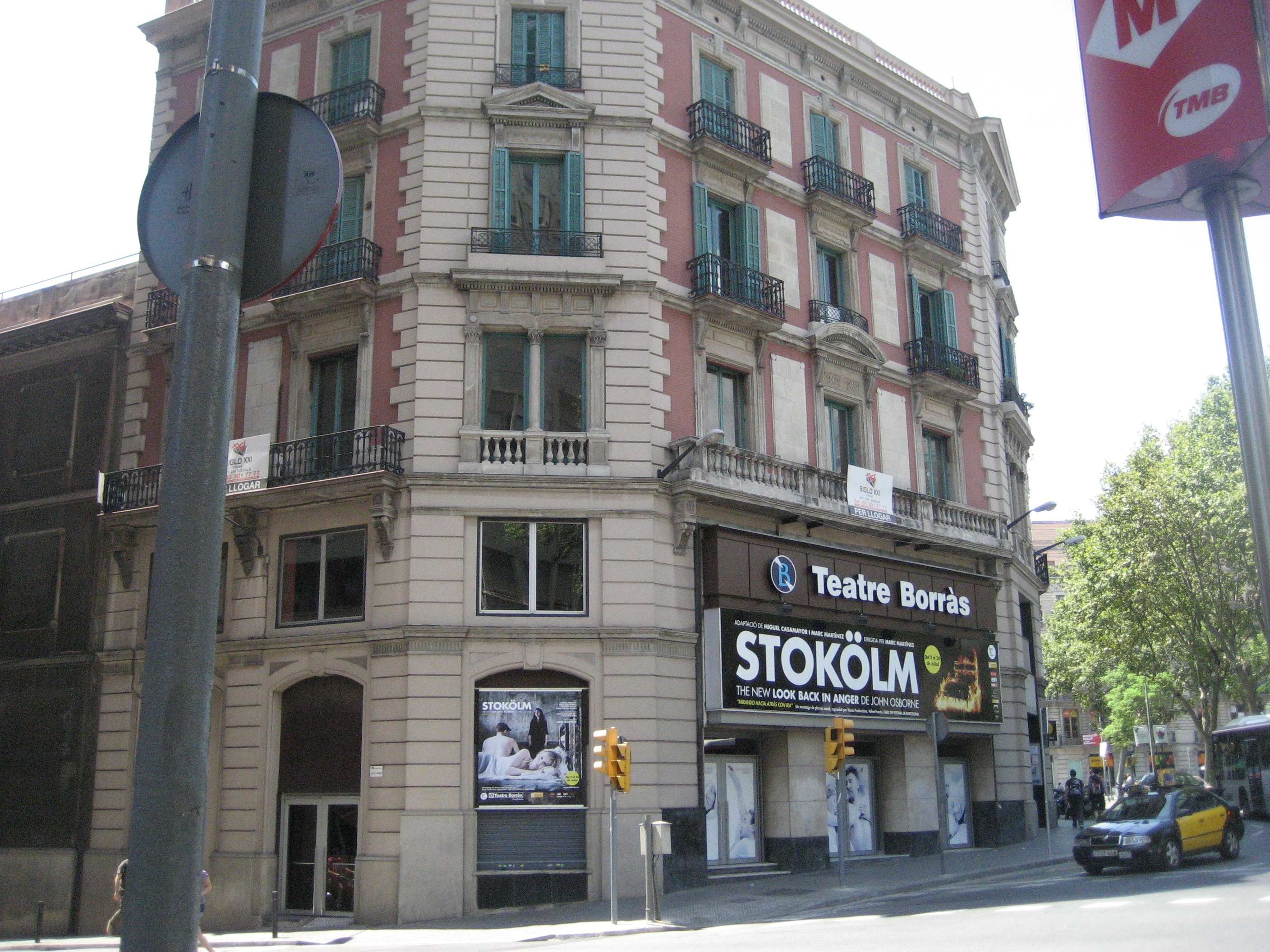
El Teatre Borràs

El desenllaç de la Segona Guerra Mundial, en 1946, amb la derrota dels que havien donat suport al règim franquista, va obligar a una certa obertura política i cultural que va incloure el cessament de la prohibició d'estrenar obres en català. La primera representació que es va permetre després de la guerra va ser El ferrer de tall (1874) de Frederic Soler, que va portar a escena la companyia de Jaume Borràs i Josep Bruguera el 1946. Aquesta obra va ser la primera d'una nova etapa en la qual es podia representar en català, però sempre passant pel filtre estricte de la censura i en un paisatge més aviat desolador. Aviat va entrar en escena la companyia de Maria Vila i Pius Daví, molt popular abans del 1939. Fins al final de la dècada de 1950 no es va permetre l'estrena de traduccions al català d'obres estrangeres amb la voluntat d'aïllar el teatre català de les influències internacionals i dificultar-ne la renovació.
Els anys de repressió cap a qualsevol expressió teatral en català van provocar una gran dificultat per connectar amb la modernitat i la prohibició de les traduccions entorpia la connexió amb Europa i el món. Mancaven, a més a més, espais de teatre popular en català, com el que havia significat el Paral·lel abans de la Guerra Civil. L'èxit del cinema va fer que es reconvertissin alguns teatres en sales, com el Teatre Borràs, el teatre Comèdia, el Poliorama, el Principal Palace i el Tívoli. Quedava el Teatre Romea.
L'any de la represa del teatre català, el 1946, calia superar la ruptura que hi havia hagut a partir del 1939 entre el teatre català i el públic, ruptura que va precipitar una situació de diglòssia. Totes les estrenes eren en castellà i el català havia quedat com una reminiscència del passat. A més, al principi de la recuperació es van reposar els antics clàssics d'abans de la guerra, és a dir, Frederic Soler, Àngel Guimerà, Ignasi Iglésias, Santiago Rusiñol o Josep Maria de Sagarra i, per tant, hi havia la sensació de viure mirant només el passat.
Autors que ja havien aconseguit una certa posició dins el panorama teatral català es restituïen i escrivien obres en un context nou. Va ser el cas de Josep Maria de Sagarra i Carles Soldevila. El primer va fer un gir amb La fortuna de Sílvia (1947) i Galatea (1948), dues obres molt europees que remetien a la pèrdua dels valors de la societat però que el públic va rebre amb fredor. Probablement, el pessimisme d'aquestes obres estava més influït per la Segona Guerra Mundial que per la Guerra Civil. Vista la rebuda d'aquest teatre existencialista, Sagarra va tornar a l'estil que l'havia fet tan popular amb una obra en vers, L'hereu i la forastera (1949), amb la qual va obtenir un gran èxit. Soldevila va escriure noves obres sobre civilitat, com Fuga i variacions (1947), o la comèdia El cocktail dels acusats (1954). Ambdues s'adaptaven a les imposicions morals de l'època i a les exigències d'una censura i uns empresaris de caràcter conservador. Això feia que els autors, per estrenar, passessin forçosament pel sainet, el melodrama i el costumisme.
En aquest espai va tenir molt èxit Lluís Elias, sabadellenc que ja havia escrit i estrenat teatre de bulevard abans de la guerra. L'èxit, però, li va arribar després de la contesa amb comèdies de costums i melodrames. Va reprendre el teatre amb Hermínia, l'auca d'una soltera (1946) i Baltasar (1947). El seu principal èxit es va produir amb Bala perduda, una farsa còmica estrenada al Romea l'any 1951. Salvant els condicionants rígids del context, el teatre de Lluís Elias era elaborat, dels de més qualitat de l'escena comercial.
Josep C. Tàpias i Santiago Vendrell es van esforçar a modernitzar l'escena des del punt de vista estètic i apropar-la al cinema, però sempre des del melodrama efectista i amb una moral catòlica destacable. Van introduir la veu en off a l'obra Una història qualsevol (1954) i temes del moment com sacerdots obrers, estraperlo i nous rics. Eren melodrames d'inspiració cristiana, com El port de les boires (1952). L'èxit del teatre de Tàpias i Vendrell va empènyer Sagarra a escriure també un melodrama religiós, La ferida lluminosa (1954), una de les seves peces més celebrades. Aquests autors van ser els més prolífics de la companyia Maragall.
Xavier Regàs es va dedicar a escriure comèdies com El marit ve de visita (1951) o Camarada Cupido (1955), una versió lliure d'una obra de Kataiev que va donar a conèixer l'actor Joan Capri. Malgrat algunes excepcions, no hi havia un teatre de reflexió intel·lectual ni aquest responia a una estètica contemporània, però semblava que no hi havia cap altra alternativa. L'única via per poder expressar-se en català públicament era aquest tipus de comèdies i melodrames.
La densa xarxa de teatre amateur de l'època es dedicava principalment a repetir els grans èxits de l'escena comercial. L'any 1949 es va autoritzar l'associació Foment de l'Espectacle Selecte I Teatre Associació (FESTA), que vertebrava i aglutinava molts d'aquests grups de teatre no professional.
L'empresa artística dels germans Joan i Claudi Fernàndez Castanyer va impulsar una temporada (1949-1950) de teatre català al Romea mitjançant abonaments, teatre infantil els dijous, la primera sessió dels diumenges i festius, algunes matinals per a nous autors amb companyies amateurs, que no van representar cap renovació, i una proposta artística conservadora. A escena es representava Sagarra amb les seves obres a l'antic estil, com L'hereu i la forastera (1949) o L'hostal de l'amor (1949); Ferran Soldevila; Tobruck (1949) de Xavier Regàs, i es reposaven obres antigues d'Ignasi Camprodon, Apel·les Mestres, Serafí Pitarra o Àngel Guimerà.
La companyia estable del Romea es va formar amb figures històriques com Emília Baró o Pepeta Fornés i intèrprets joves com Ramon Duran, Paquita Ferràndiz, Pau Garsaball, Pere Gil o Julieta Martínez. La temporada següent (1950-1951), el Romea va passar a les mans de Joan Anton Parpal, qui va encarregar la direcció de la companyia a Lluís Orduna.
La companyia Maragall, dirigida per Esteve Polls entre el 1955 i el 1958, es va instal·lar al Romea i va esdevenir una marca de prestigi pels actors i la bona direcció. Van formar part de la companyia actors com Maria Vila, Ramon Duran, Carles Lloret o Lluís Nonell, entre d'altres, que representaven obres antigues i modernes. El Romea va esdevenir un espai important de la ciutat i l'única seu estable del teatre català professional, ja que només es podia oferir una temporada estable de teatre català en una sola sala.
Joan Capri, que havia debutat el 1955, va tenir una gran popularitat a partir de la temporada 1957-58 i tot al llarg dels anys 60. Va representar monòlegs fets a mida, entre els quals destaquen els de Carles Valls (pseudònim de Joan Vila Casas), amb histrionisme i una certa necessitat d'improvisació, que agradaven molt als que coneixien el codi, però que provocaven nombroses desaprovacions per part dels crítics. Malgrat els intents del Cicle de Teatre Llatí, que a partir del 1958 organitzava Xavier Regàs, de renovar el panorama amb companyies estrangeres i obres o grups catalans que fossin més innovadors, als anys seixanta l'escena comercial s'estancava cada vegada més. Els fracassos se succeïen amb obres cada cop menys pretensioses i eternes reposicions dels clàssics de preguerra. No obstant això, els darrers anys havien aparegut companyies i autors nous que intentaven renovar el panorama i aportar visions modernitzades de l'escena.
A València, la situació presentava paral·lelismes amb relació a la represa del teatre en llengua catalana. Una vegada es va poder representar teatre català, també es va tendir a mirar cap al passat, en aquest cas cap al sainet de costums més anquilosat. Les estructures teatrals debilitades, la castellanització de les classes acomodades i la manca d'un gruix de població que assistís a les sales de teatre, no van permetre plantejar amb garanties una modernització de l'escena valenciana. Cal destacar, però, el drama No n'eren deu? (1960), de Martí Domínguez, per les característiques lingüístiques (usa el valencià normatiu) i literàries (amb una mica més de volada que els sainets de les sales comercials). Va destacar en aquests anys el còmic Pepe Alfayate, que sovint va redundar en tòpics.
A Mallorca va esdevenir molt popular un actor còmic, Xesc Forteza, que, juntament amb l'actriu Cristina Valls, va liderar durant vint anys i amb gran èxit la companyia Artis, dedicada sobretot al teatre costumista. Aquest gènere va ser conreat, entre d'altres, per Pere Capellà, que va procurar aportar-hi certs aires de modernitat. No obstant això, no van arribar a renovar-ne la forma. Capellà va ser l'autor, entre d'altres, de L'amo de Son Magraner (1949) o El rei Pepet (1954). Joan Mas va obtenir molt èxit amb obres com Sa padrina (1953) o Un senyor damunt d'un ruc (1963), que la companyia Artis també va representar Barcelona, on va tenir tan bona acollida com a Mallorca.

### Represa del teatre en català
El panorama de l'escena teatral barcelonina a la dècada dels cinquanta era força desolador. Les obres que es portaven a escena no destacaven ni des del punt de vista creatiu ni pel compromís amb el context polític i social. Els autors que maldaven per canviar aquesta situació i que veien en el teatre una eina de dinamització i conscienciació social havien de treballar fora del circuit comercial. La dictadura forçava aquests autors i tot el moviment que va sorgir al voltant, a partir de la segona meitat dels anys cinquanta i al llarg dels seixanta, a la marginació.
El primer pas es va fer el 1955, quan un grup de persones vinculades a la burgesia mitjana catalana i interessades a fer arribar els aires europeus al teatre català, va fundar l'Agrupació Dramàtica de Barcelona (ADB) a l'entorn de l'historiador i home de teatre Ferran Soldevila. Era una associació independent però que, per qüestions legals, figurava com a secció vinculada al Cercle Artístic de Sant Lluc, fins que l'any 1961 es va convertir en una fundació cultural. Era una època en la qual qualsevol moviment topava amb un munt d'entrebancs legals i aquesta situació influïa decisivament en el curs de la vida cultural. L'ADB va ser dirigida per Lluís Orduna, Pau Garsaball i Frederic Roda, successivament. A la manera d'un teatre nacional privat, aleshores tota una utopia, aquests homes volien produir espectacles de qualitat i, fins i tot, programar temporades teatrals que poguessin renovar el panorama existent. La dificultat per professionalitzar-se, però, influïa negativament en la qualitat de les creacions.

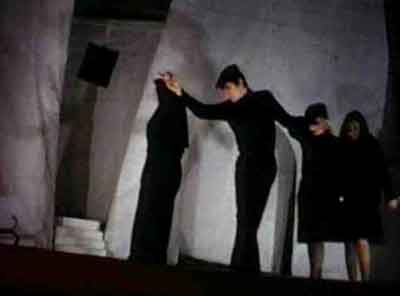
Ronda a mort de Sinera, d'Espriu

L'ADB es va inspirar en Le Grenier de Tolosa, la companyia de Maurice Sarrazin, que havia actuat a Barcelona. La programació era ambiciosa i compromesa, amb autors catalans que no tenien cabuda a l'escena comercial, com Joan Brossa, Salvador Espriu, Manuel de Pedrolo, Maria Aurèlia Capmany o Baltasar Porcel, i autors clàssics i contemporanis de renom internacional com Jean Anouilh, Bertolt Brecht, Carlo Goldoni, Eugene Ionesco, William Shakespeare, Bernard Shaw o Anton Txékhov. El repte era que el teatre català assolís el nivell europeu. La companyia va crear una col·lecció teatral, Els Quaderns de teatre de l'ADB, que comptava amb l'assessorament de l'escriptor i poeta Joan Oliver i que publicava tant autors catalans com estrangers. L'ADB es va caracteritzar per l'eclecticisme i per la divulgació que va fer de Salvador Espriu i de Joan Oliver. El 1963 va fer la darrera obra: L'òpera dels tres rals. No va ser una tasca fàcil. Primer es va prohibir l'estrena i, uns mesos més tard, quan la companyia va obtenir els permisos, va arribar una ordre de dissolució per via governativa.
La censura i els entrebancs van ser una constant en la història de l'ADB. Tan sols es permetia un nombre molt reduït de representacions de cada espectacle i alguns muntatges només eren autoritzats per una sola funció. La dissolució forçada, però, va posar fi a un projecte de vuit anys que, amb grans esforços, havia aconseguit dur a terme vuitanta-set estrenes, diverses exposicions, molts cursos i, fins i tot, mostres de teatre infantil, juvenil i experimental.
El 1956 hi va haver un altre intent d'innovació a l'escena barcelonina: Miquel Porter i Ricard Salvat van crear una associació de teatre experimental, el Teatre Viu, que es va convertir en un precedent del teatre independent a Barcelona. L'associació es va especialitzar sobretot en noves experiències dramatúrgiques a partir de la improvisació i el diàleg amb el públic i tenia en compte les tendències i els conceptes del teatre europeu més innovador del moment. A partir del 1957 es va integrar a l'ADB com a secció experimental, que va enriquir la formació interpretativa dels actors.
La renovació teatral de la represa, doncs, no va venir de l'escena comercial, on es representaven melodrames i comèdies costumistes, sinó de grups no professionals com l'ADB i dramaturgs que escrivien sense poder publicar ni estrenar textos, com Joan Brossa, Josep Palau i Fabre o Llorenç Villalonga. El teatre independent, que va tenir vigència sobretot als anys seixanta, suposava una renovació estètica, però també ideològica i social, la qual cosa implicava, per exemple, la recuperació de la llengua. El teatre era vist com un espai de llibertat pels nous grups que s'oposaven tant al teatre comercial com al d'aficionats. Amb la renovació que proposaven volien engrescar un públic també nou. Era un teatre de lluita que volia renovar les estructures socials del país amb espectacles i muntatges ambiciosos, sovint d'ascendència brechtiana, que no tenien els mitjans ni les autoritzacions legals per a una bona difusió. La renovació teatral es produïa, doncs, des de sectors que gairebé no podien tenir contacte amb el que hauria d'haver estat el seu públic.
Des de l'escena comercial també hi va haver alguns intents per fer un teatre de qualitat. Xavier Regàs, per exemple, va dirigir entre el 1958 i el 1969 els Cicles de Teatre Llatí, que patrocinava l'Ajuntament de Barcelona en el marc de les festes de la Mercè. S'hi van poder veure espectacles d'autors catalans com Salvador Espriu, Manuel de Pedrolo, Jordi Pere Cerdà o Josep Maria Benet i Jornet, així com companyies estrangeres convidades.

#### Premis Sagarra i Teatre Capsa
El mateix any en què es va dissoldre l'ADB, el 1963, es va convocar per primera vegada el Premi Josep Maria de Sagarra de teatre, promogut precisament per Frederic Roda, una de les persones més destacades de l'ADB. Als anys seixanta, quan els dramaturgs tenien moltes dificultats per trobar un espai on estrenar les obres, els premis eren, en general, la plataforma principal per donar-se a conèixer i el Sagarra en particular va donar nom a tota una generació d'autors teatrals.
El Premi Sagarra es va convocar del 1963 al 1973 amb algunes interrupcions. El del 1963 va ser atorgat a Benet i Jornet, i a partir d'aquí van començar a aparèixer nous autors teatrals com Joan Soler i Antich, Josep Maria Muñoz Pujol, Jaume Melendres, Alexandre Ballester, Jordi Teixidor, Alfred Badia i Jordi Bergoñó, tots ells guanyadors del Sagarra.
Altres certàmens importants van ser el Premi Joan Santamaria, el Premi Josep Ferrer de Reus o el Ciutat de Granollers. Alguns autors que es van donar a conèixer gràcies a aquestes plataformes són, per exemple, Ramon Gomis, Carles Reig, Xesc Barceló, Rodolf Sirera, Joaquim Vilà i Folch o Joan Colomines. La majoria eren autors joves que mai abans havien publicat res, tot i algunes excepcions com Muñoz Pujol o Alfred Badia. S'allunyaven de l'escena comercial, però també en certa manera dels plantejaments de l'ADB o de l'Escola d'Art Dramàtic Adrià Gual (EADAG), tot i que alguns hi havien estat involucrats.
La majoria dels nous dramaturgs estaven vinculats al teatre independent, tot i que alguns aviat se'n van desentendre i van deixar d'escriure i unir esforços per renovar el teatre català. Es van fer notar fins a principis dels anys setanta, ja que a partir d'aquest moment el tipus de teatre compromès que oferien va perdre pes davant les creacions col·lectives i la dramatúrgia no textual de grups com Els Joglars o Comediants.

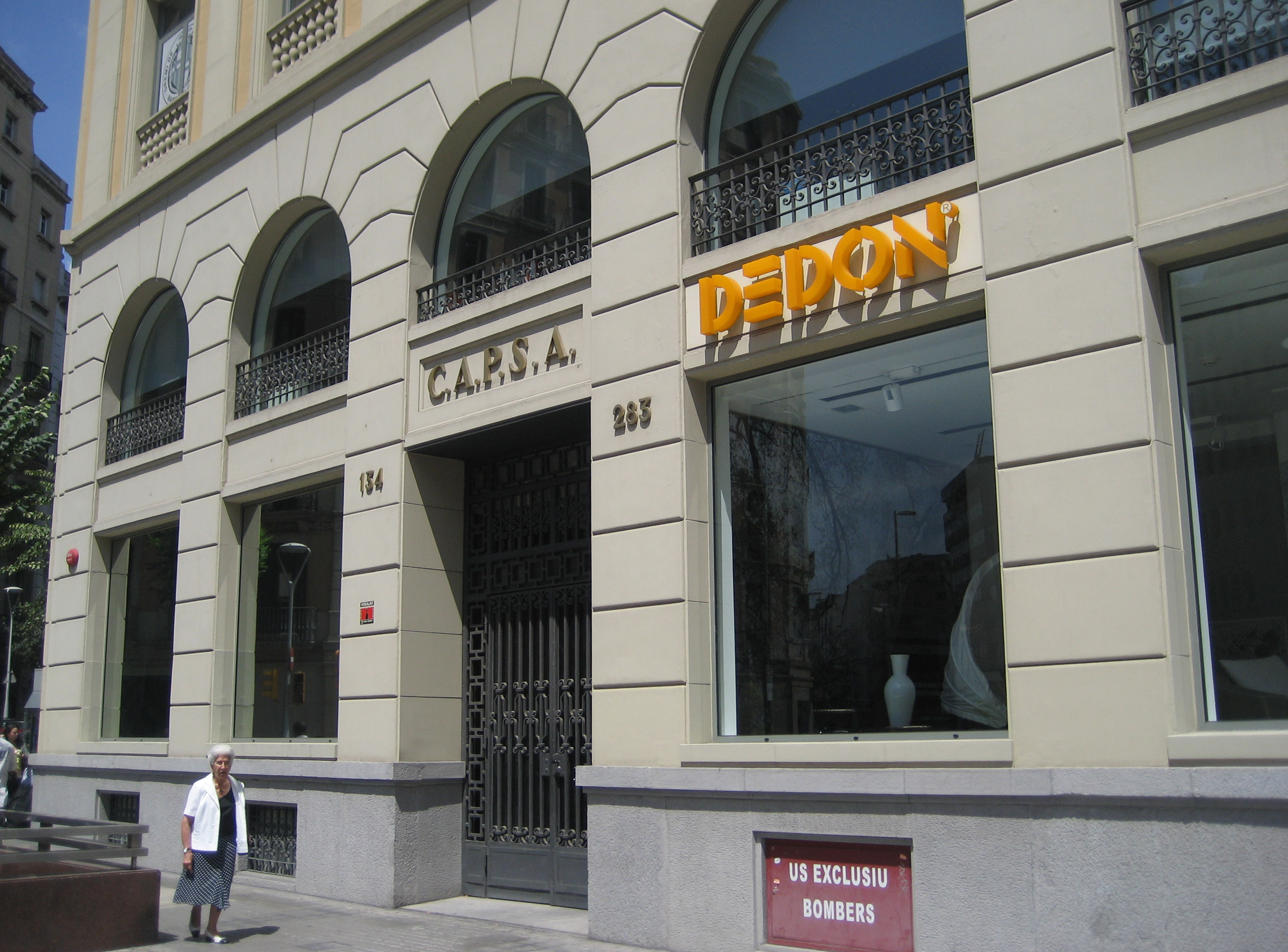
Edifici que va acollir el Teatre CAPSA

A les darreries del 1969, Pau Garsaball, actor vinculat a la història de l'ADB i del Teatre Romea, es va fer càrrec del Teatre Capsa, una sala d'unes 450 localitats situada al carrer Aragó i propietat del Gremi de Forners de Barcelona. Va passar d'actor a empresari per arriscar-se a programar obres provinents del teatre emergent i millorar la qualitat de la cartellera teatral barcelonina. Per fer-ho, programava tota mena de teatre, de manera que el teatre més comercial permetés finançar obres més innovadores, majoritàriament vingudes del teatre independent. Va estrenar, entre moltes altres, obres d'Els Joglars com ‘El joc' (1970) o ‘Cruel Ubris' (1971) i textos d'autors de la dita ‘generació Sagarra' com Benet i Jornet, Alexandre Ballester o Jordi Teixidor. L'obra d'aquest últim ‘El retaule del flautista' (1971), dirigida per Feliu Formosa, va ser un gran èxit i va romandre molts mesos en cartellera. Va ser, de fet, una de les fites més importants en la història del teatre català.
Així doncs, el Capsa es proposava aconseguir un públic nombrós amb propostes innovadores receptives a les influències europees. Els problemes econòmics que comportava treballar contra corrent, però, van fer que el teatre tanqués el 1976. Això sí, el Capsa havia demostrat que es podien fer programacions arriscades i de qualitat.

#### Eclosió de companyies independents

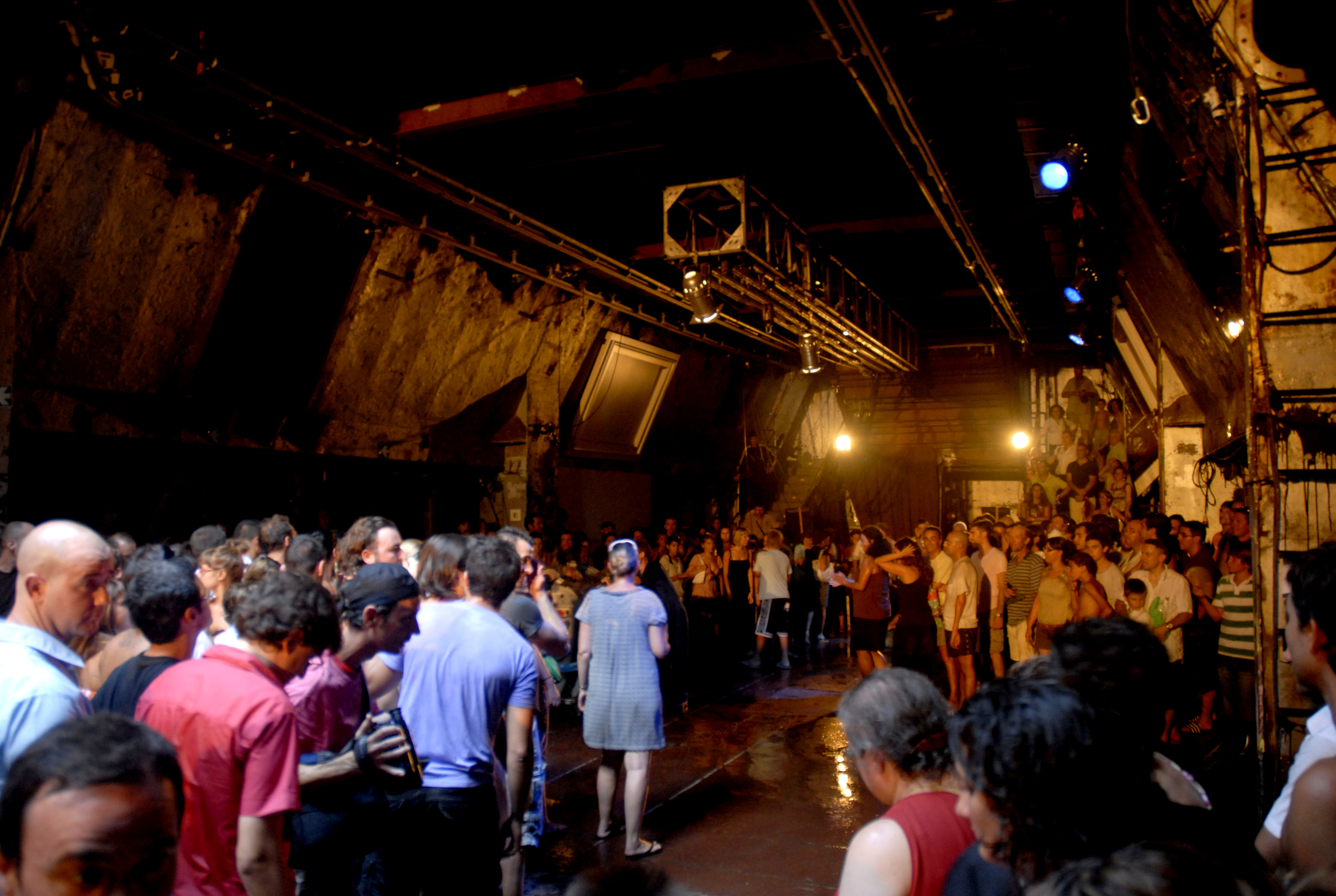
Intèrprets i públic comparteixen espai

El teatre independent va sorgir a les acaballes del franquisme. Va ser una acció teatral carregada d'intenció política i impulsada pel director Francesc Nel·lo, el poeta i dramaturg Feliu Formosa i l'historiador Xavier Fàbregas. Un antecedent important d'aquesta acció va ser el Grup de Teatre Popular Gil Vicente, teatre de guerrilla. Va tenir un ressò important en diverses comarques catalanes, en les quals hi havia joves força actius que treballaven amb grups de teatre no professional. Al Vallès, hi havia el Globus de Terrassa; al Baix Llobregat, el Teatrí d'Esparreguera; a Osona, La Gàbia de Vic; a l'Hospitalet, el Grup d'Acció Teatral (GAT); el CAEP III, a Vilafranca del Penedès, entre d'altres.
Els artistes i els grups que s'inserien en aquest tipus de teatre ho feien com a protesta per la prohibició lingüística i per la cultura teatral enclavada en espais convencionals i basada en textos dramàtics. Així doncs, reclamaven la llibertat de creació i d'exhibició i duien a terme una renovació del llenguatge escènic fent ús de la imaginació i incorporant les idees que extreien dels models artístics d'altres països, com el teatre de carrer. Tenien, a més, la voluntat de fer representacions interactives i interdisciplinàries. Amb totes aquestes eines i amb un model de treball en equip i d'autogestió –sense el suport, almenys d'entrada, de subvencions–, les companyies del teatre independent perseguien també un altre objectiu: la recuperació d'un públic que havia abandonat el teatre. L'auge d'aquests grups en part va ser possible gràcies a una crítica que els va saber orientar i que va reconèixer la validesa dels seus treballs. Algunes companyies vinculades del teatre independent es van professionalitzar. Les més destacades són, per ordre d'aparició, Els Joglars, Comediants, Dagoll Dagom, La Fura dels Baus i La Cubana.

##### Els Joglars
L'any 1962, Carlota Soldevila, Antoni Font i Albert Boadella van fundar Els Joglars a partir del grup Arlequí de l'Agrupació Dramàtica de Barcelona. Aquesta companyia ha dut a terme obres de creació col·lectiva, inicialment fonamentades en la mímica, que sempre s'han construït a partir d'una comicitat sarcàstica i provocativa. De la mateixa manera, segons Albert Boadella, en què ho feien els bufons a l'edat mitjana. L'objectiu és desmitificar, la denúncia social o la burla contra costums socials, personatges coetanis o institucions.
Des del seu espai d'assaig de Pruit, a Osona, han ideat muntatges com la trilogia formada pels tres espectacles de mim ‘El joc' (1970), ‘Cruel ubris' (1972) i ‘Mary d'Ous' (1973); ‘Àlias Serrallonga' (1975); ‘La Torna' (1977), obra que va ser prohibida i que va comportar l'empresonament de Boadella; ‘M-7 Catalònia' (1978); ‘Teledeum' (1984), que era una sàtira sobre l'església catòlica; o ‘El Nacional' (1993), que feia una crítica de les polítiques teatrals.

##### Comediants

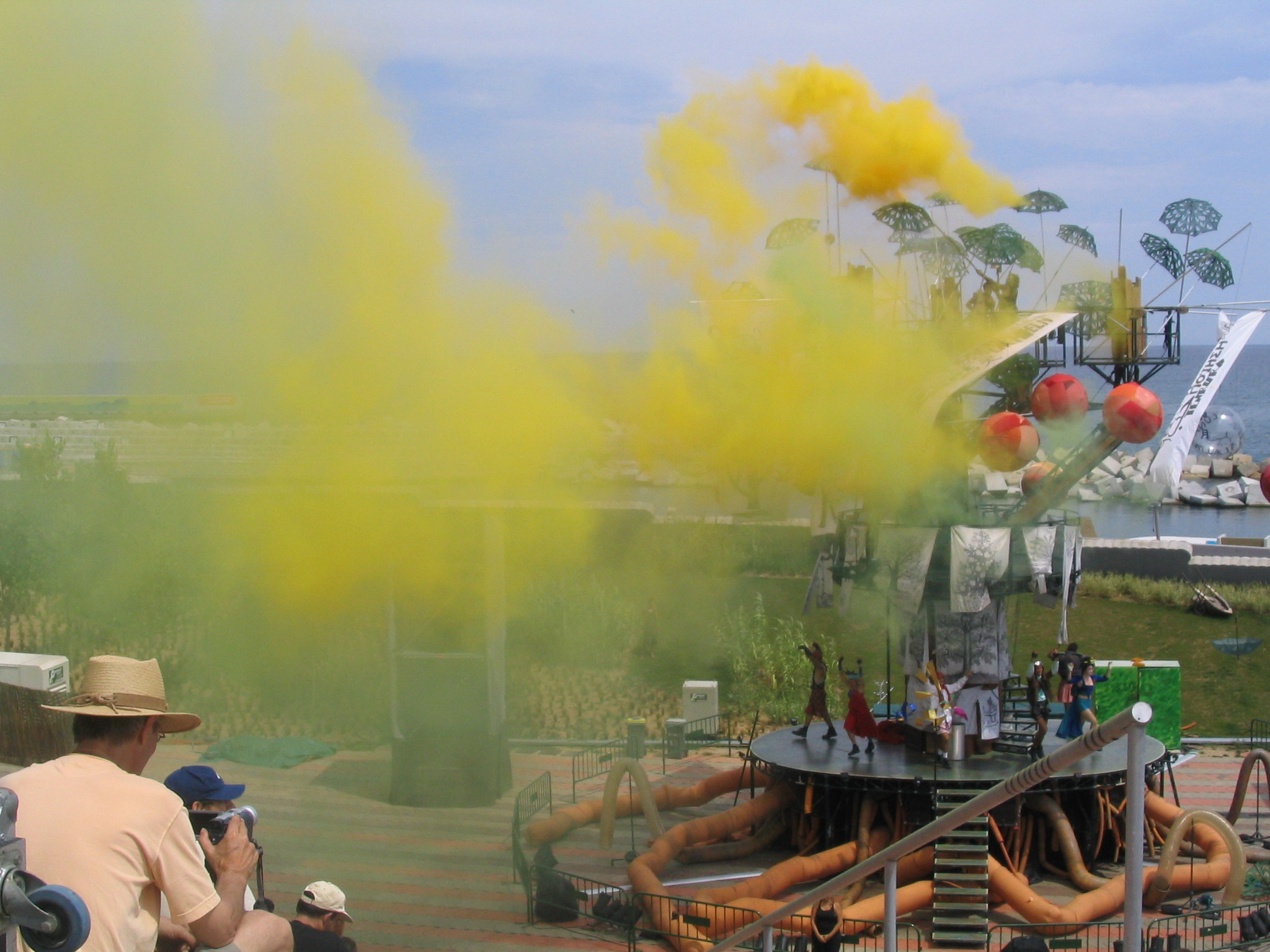
Espectacle de Comediants

El grup Comediants manté un caràcter col·lectiu molt més evident que Els Joglars. Fundat l'any 1971, té la seu a les instal·lacions de La Vinya de Canet de Mar –obertes a les escoles i a tota mena de públic– des del 1987. En els seus espectacles, que majoritàriament són de carrer, reivindiquen el teatre com a joc i fan un desplegament d'elements populars i tradicionals: màscares, titelles, pirotècnia, iconografia pagana i religiosa, cançons populars, etc. Han participat en festivals com el de la Fira de Tàrrega, el d'Avinyó o el de Múnic. ‘Non Plus Plis' (1971) o ‘Els dimonis' (1983) són alguns dels seus muntatges més representatius. Un altre moment emblemàtic de la seva carrera va ser quan van participar en la cerimònia de clausura dels Jocs Olímpics de Barcelona 1992 –La Fura dels Baus ho va fer en la d'obertura.

##### Dagoll Dagom

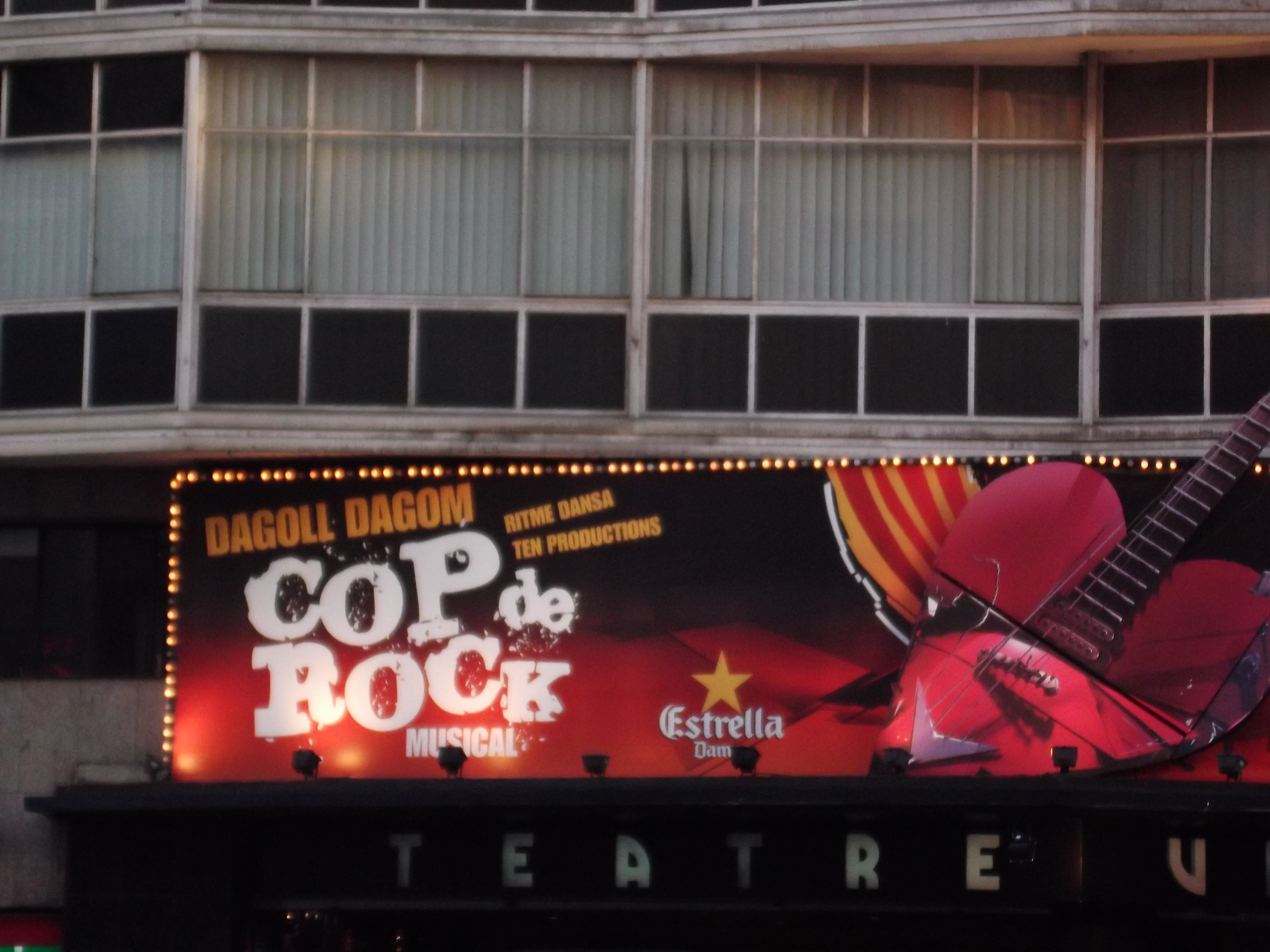
Dagoll dagom al Teatre Victòria

Per altra banda, Dagoll Dagom va començar com a col·lectiu universitari l'any 1974. Joan Ollé els encapçalava i és precisament ell el responsable del nom que duu el grup, ‘Dagoll Dagom', dues paraules amb què designava quan era petit tot allò que servia per escriure i dibuixar. La majoria dels espectacles d'aquesta companyia s'han configurat a partir de textos d'escriptors com Rafael Alberti (‘Yo era un tonto y lo que he visto me ha hecho dos tontos', que els va servir per debutar), Pere Calders (‘Antaviana', 1979) o dramaturgs com Àngel Guimerà, de qui l'any 1988 van adaptar ‘Mar i cel'. Amb aquest últim muntatge va obtenir un èxit memorable, motiu pel qual l'any 2004 van repetir l'experiència. Dagoll Dagom és a mig camí entre el teatre literari i el treball de creació total. Joan Lluís Bozzo, present a la companyia des dels inicis, fa que els muntatges es decantin cap al gènere musical.

##### La Fura dels Baus

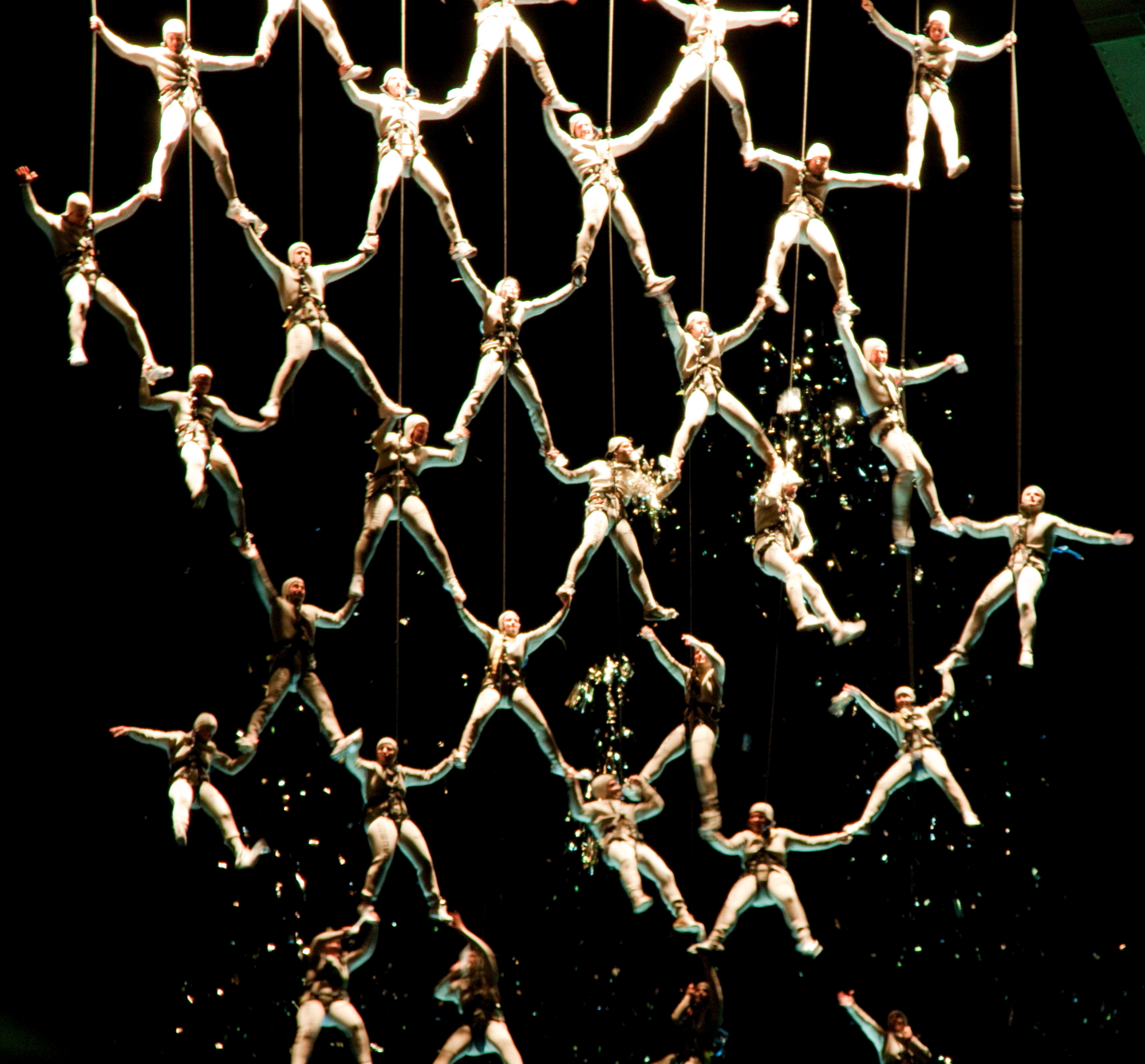
La Fura dels Baus

Es pot dir que la introducció del musical de gran format en el teatre català ha estat cosa seva i gràcies a aquest gènere –que s'ha convertit en especialitat– la companyia ha aconseguit captar un gran sector de públic. El següent grup, seguint l'ordre cronològic, és La Fura dels Baus, fundada l'any 1979 per Marcel·lí Antúnez, Carles Padrisa i Pere Tantinyà. No obstant això, no va ser fins al 1983 que aquest grup barceloní va acabar de definir què regiria els seus treballs. I es va decantar per un teatre encaminat a la ‘performance' artística; dur, impactant, amenitzat amb música rock, imatges virtuals projectades en pantalles gegants i tota mena d'aparells mecànics. Tot ubicat dins d'un entorn urbà, en el qual la llum i el so desenvolupen un gran paper a l'hora d'ajudar a recrear l'atmosfera angoixant que els autors busquen. El treball d'aquest companyia pretén reflectir una societat totalment subjugada a les màquines, en la qual els seus individus lluiten per alliberar-se del jou que els sotmet de forma cruel. I ho fan amb tota l'expressivitat del cos, traspuant primitivisme i bestialitat fins al límit de les forces. Fins i tot el públic és amenaçat pels elements dels muntatges, tant físicament com per les emocions elementals que li poden arribar a provocar por, agressivitat...
Aquesta companyia ha tingut un gran ressò internacional amb treballs com ‘Accions' (1984), ‘Suz/o/suz' (1985) i ‘Tier Mon' (1985), que formen una trilogia; ‘Noun' (1990), primer muntatge que va incorporar actrius; ‘M.T.M.' (1994), on per primer cop van utilitzar la paraula, o ‘ÒBIT' (2004), on l'espectador esdevé actor. Res no atura la voluntat d'experimentació. Fins i tot, s'han endinsat en el terreny de l'òpera i han realitzat teatre digital amb connexions d'obres representades de forma simultània.

##### La Cubana

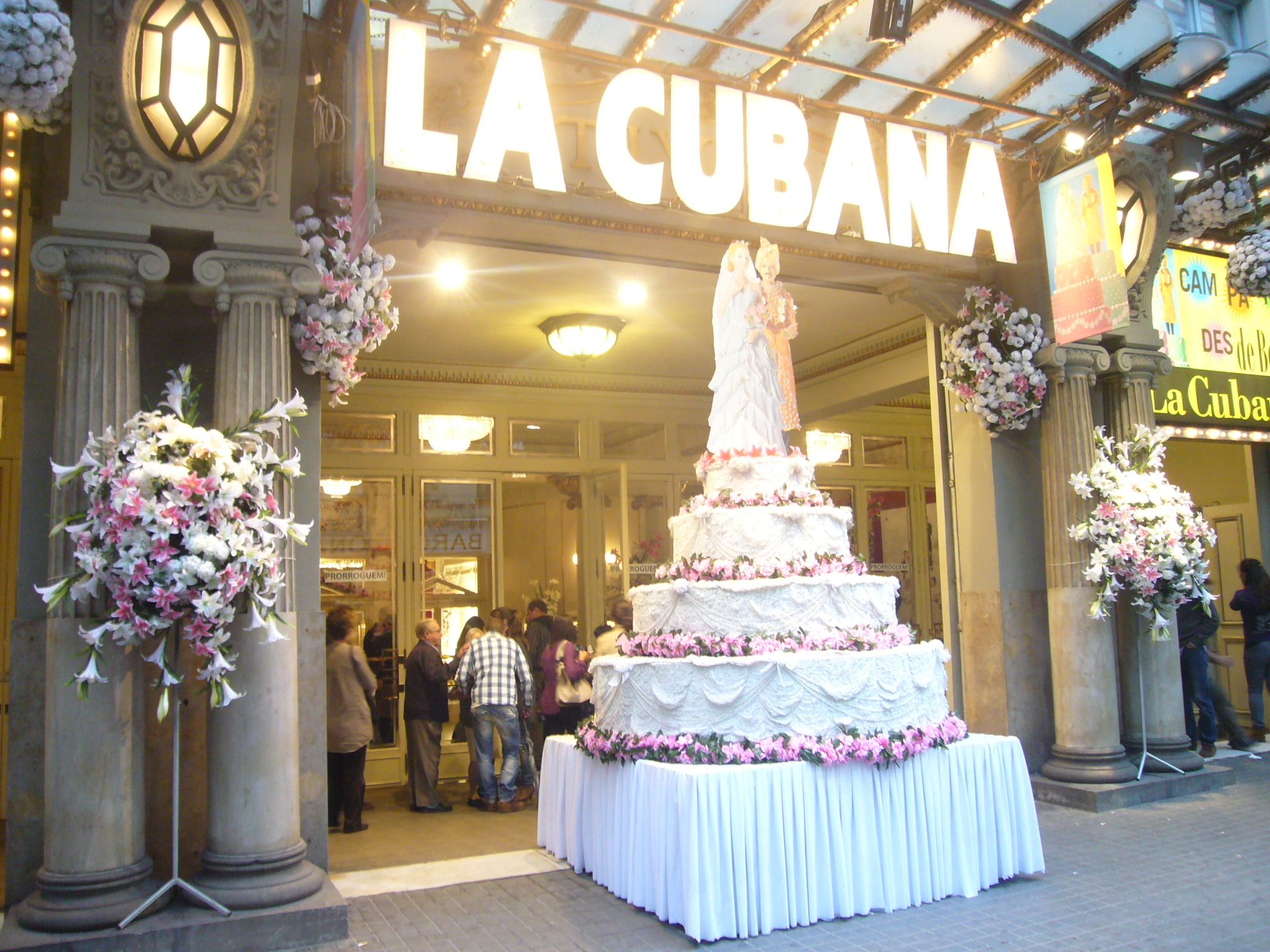
La Cubana, al Teatre Tívoli (Barcelona), any 2012

La Cubana va ser fundada l'any 1980 per Jordi Milán i Vicky Plana. La primera actuació la van realitzar a la plaça de la seva ciutat natal, Sitges. Era l'any 1981 i es tractava de l'espectacle ‘Dels vicis capitals', una recreació dels entremesos mallorquins del segle xviii. Posteriorment han fet un gir cap als gèneres de la comèdia, el musical i la revista, que han acompanyat d'una estètica volgudament vulgar: vestits de tots colors, perruques... Són nòmades, no tenen un local permanent i les necessitats dels espectacles que munten són les que els ajuden a triar el lloc adequat per a cada representació. Alguns dels grans èxits de La Cubana han estat ‘Cómeme el coco, negro' (1989) i ‘Cegada de amor' (1994), on jugaven amb les fronteres del teatre i del cinema. Per a aquesta companyia, la comunicació verbal és fonamental; es basa en treballs textuals (de vegades bilingües) amb un marcat to humorístic, que en principi no facilita l'exportació de l'espectacle. No obstant això, al Festival d'Edimburg de l'any 2005 es va representar ‘Nuts Coconuts', una recreació de ‘Cómeme el coco, negro' (1989) interpretada per actors britànics i dirigida per Jordi Milán. La voluntat no era recuperar el text, sinó l'acció.

##### Companyies balears
A les Illes Balears i al País Valencià, l'eclosió del teatre independent va anar d'una manera ben diferent. A les Illes no es va poder generar un moviment pròpiament dit, perquè les companyies que hi sorgien era difícil que tinguessin una continuïtat. És per això que sovint els autors que volien implicar-se en la renovació de l'escena teatral optaven per projectar les obres cap a Barcelona. Hi ha algunes excepcions, però, com la companyia Artis (de Palma), que va estar en actiu de l'any 1948 al 1969. Aquesta companyia va conrear el teatre de costums, però durant els darrers anys d'activitat va fer una aposta de renovació a partir de les noves generacions d'autors, com Alexandre Ballester, Baltasar Porcel o Gabriel Janer i Manila. A Formentera hi va haver, però, l'única companyia independent i estable, S'Esglai, fundada l'any 1982 per sor Francisca Serra.

##### Companyies valencianes
Al País Valencià, el teatre independent va sorgir a les universitats. L'any 1970 es va formar el Centre d'Estudis Teatrals de València, que poc després va derivar en la creació de dos grups nous: El Rogle, l'any 1972, que va fer obres com ‘Homenatge a Florentí Montfort' (1972), dels germans Sirera, i el Grup Carnestoltes, l'any 1975, amb peces com el ‘Jordi Babau' (1976), escrit per Juli Leal a partir del ‘Georges Dandin' de Molière. Posteriorment es van unir al moviment altres companyies, algunes de les quals havien començat treballant en llengua castellana: el Grup 49 (d'Alfara del Patriarca), dirigit per Manuel Molins; Torrent (d'Alboraia); Uevo; Ubu Blau; Pluja Teatre (de Gandia), grup emmarcat en el mètode de la creació col·lectiva –del qual van sortir muntatges com ‘Sang i ceba' (1977)–; Moma Teatre, companyia fundada el 1982 per Carles Alfaro i que va obrir l'Espai Moma, amb tota mena de propostes escèniques innovadores, etc. La recuperació dels teatres del València Cinema i de la societat El Micalet va permetre que les noves companyies que naixien prenguessin embranzida. Precisament, d'aquest darrer centre va sorgir el Manifest del Teatre Valencià, redactat l'any 1974.

### Renovació dels anys setanta

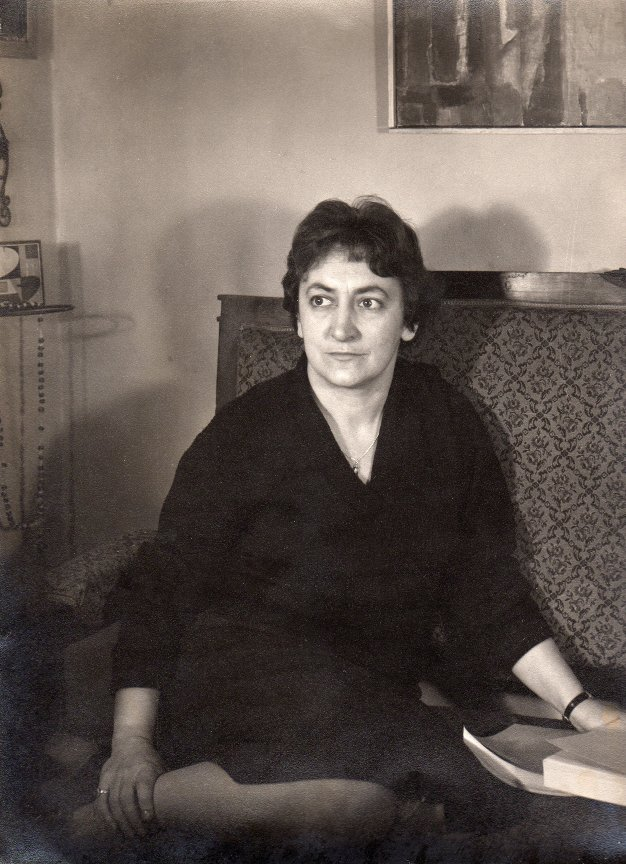
Maria Aurèlia Capmany.

Amb la progressiva obertura del règim franquista, el teatre català va començar a recuperar espais físics i socials, van sorgir noves iniciatives i les fronteres es van obrir per deixar entrar les tendències teatrals europees i americanes. Una mostra d'aquesta ebullició és l'Escola d'Art Dramàtic Adrià Gual (EADAG), activa entre 1960 i 1975.
Amb els anys, però, el teatre independent es va estancar i va sorgir la necessitat d'estabilització primer i de professionalització després. Els dos problemes principals d'aquests anys de lluita van ser la dificultat de sortir de la marginalitat i arribar a un públic ampli i la impossibilitat de professionalització. El teatre de text, a més, va entrar en crisi a mitjan dècada dels setanta, a favor de la dramatúrgia no textual i les creacions col·lectives.
El 1964 Josep Montanyès va crear el Grup d'Estudis Teatrals d'Horta on es farien produccions destacades com Oratori per un home sobre la terra (1969), de Jaume Vidal i Alcover, L'ombra de l'escorpí (1971), de Maria Aurèlia Capmany, o Sopa de pollastre amb ordi (1978), d'Arnold Wesker.
Un lloc altre lloc important de formació va ser l'Escola de Teatre de l'Orfeó de Sants. L'any 1975 es va representar La Setmana Tràgica, una creació col·lectiva dirigida per Lluís Pasqual, Fabià Puigserver i Guillem-Jordi Graells, en col·laboració amb el Grup de l'Escola de Teatre de l'Orfeó de Sants. Arran de l'èxit del muntatge, alguns actors van crear la companyia teatral La Tràgica. L'any 1971 es van renovar els plantejaments de l'Institut del Teatre, que amb la nova direcció assumida per Hermann Bonnín va recollir el testimoni d'aquestes escoles i la col·laboració de noms provinents del teatre independent, com Frederic Roda.
A més de les escoles i els centres de formació independents, cal destacar la tasca d'algunes companyies que portaven el teatre als barris més populars, com La Pipironda, creada per Àngel Carmona i Florenci Clavé el 1959, o El Camaleó, impulsada pels germans Teixidor i els germans Lucchetti. Altres companyies van ser el Teatre Experimental Català fundat per Vicenç Olivares el 1962, hereu en part del teatre universitari i de l'EADAG; la companyia Gil Vicente, impulsada per Feliu Formosa el 1963; o el Grup de Teatre Independent del CICF, creat per Fabià Puigserver i Francesc Nel·lo l'any 1967. Totes recollien el testimoni del Teatre Experimental Català i de l'ADB.

#### Joglars, Comediants i el naixement del Festival Grec

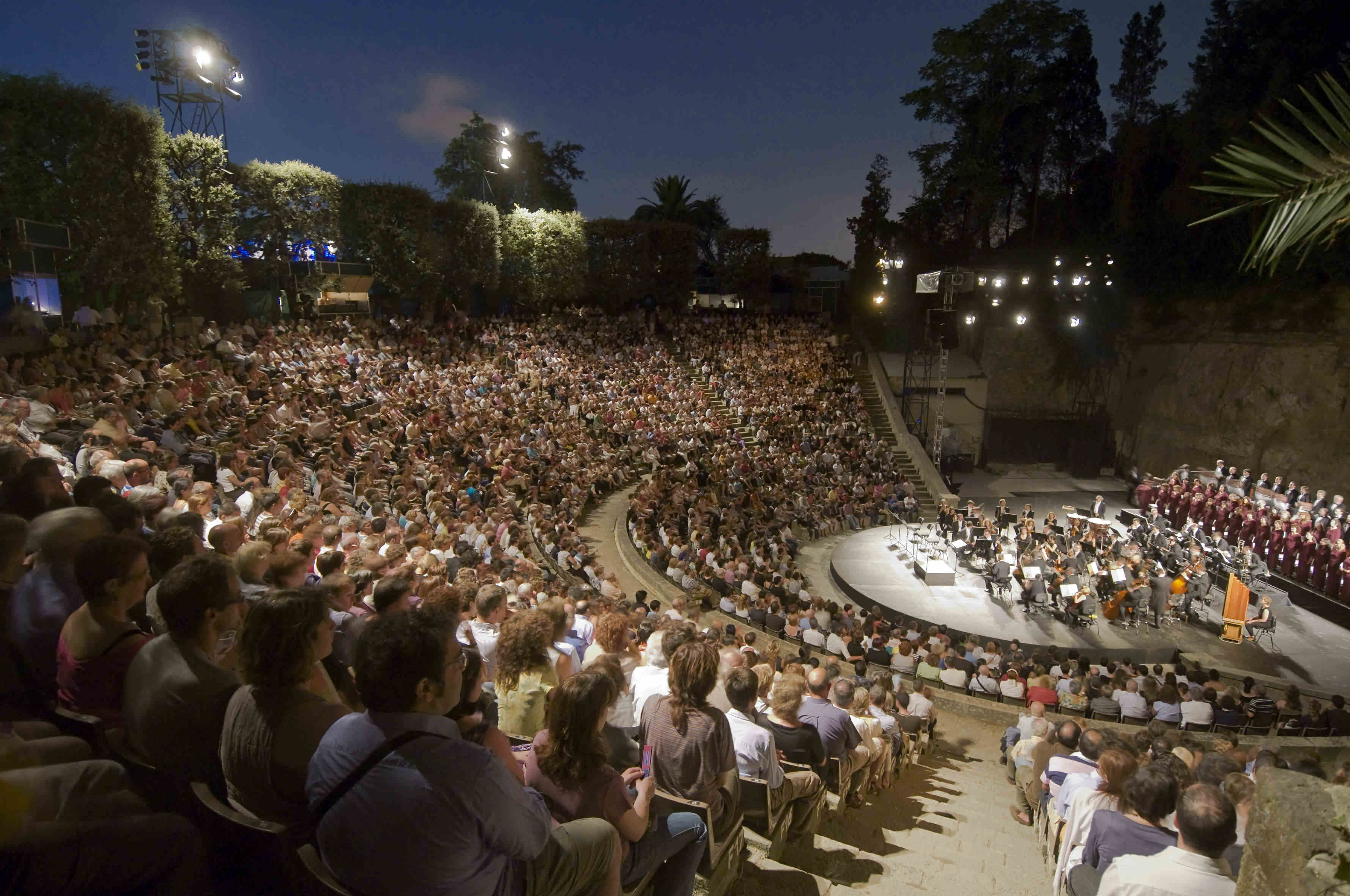
Festival Grec de Barcelona

És en aquest context que van aparèixer Els Joglars el 1963 i Comediants el 1971, dues companyies renovadores que amb el temps van esdevenir un referent i van tenir un paper important en la internacionalització del teatre català, gràcies a la presència en festivals d'arreu. Les tendències del teatre independent nascut a Barcelona van començar a desenvolupar-se a València a partir de la dècada dels setanta. Com a noms representatius d'aquesta renovació, cal assenyalar els grups El Rogle, Carnestoltes i Grup 49 i dramaturgs com els germans Rodolf i Josep Lluís Sirera.
En l'escena dels anys setanta, destaquen alguns muntatges com Quiriquibú, estrenada el 1976 pel grup Teatre de l'Escorpí a l'Aliança del Poblenou. Aquesta obra, amb textos de Joan Brossa i cartell de Joan Miró, la van dirigir Carlota Soldevila, Lluís Pasqual, Fabià Puigserver i Pere Planella. La novetat que va suposar aquest espectacle i el protagonisme que hi va tenir una figura com la de Joan Brossa, reconegut públicament com a home de teatre, van fer de l'estrena de Quiriquibú una fita en la renovació de l'escena catalana i en la consolidació de noves estètiques.
L'any 1975 es va fundar l'Assemblea d'Actors i Directors (AAD) amb la intenció d'unir els membres de la professió teatral i lluitar conjuntament. Els objectius de la lluita eren molt polititzats. La majoria dels assemblearis venien del teatre independent i volien fer un teatre obert i popular. El febrer del 1976 van reivindicar la creació d'un Teatre Municipal de Barcelona i d'un Teatre de Catalunya i van proposar una Llei del teatre. Van aconseguir la gestió de la temporada d'estiu de Barcelona del 1976, és a dir, del Teatre Grec, que encara no s'anomenava festival. L'objectiu era fer una temporada estival al servei del poble i amb voluntat de renovació, una temporada popular. Se la va anomenar operació Grec 76 i va suposar una ruptura tant pel que fa a les manifestacions artístiques com a l'organització dels espectacles.

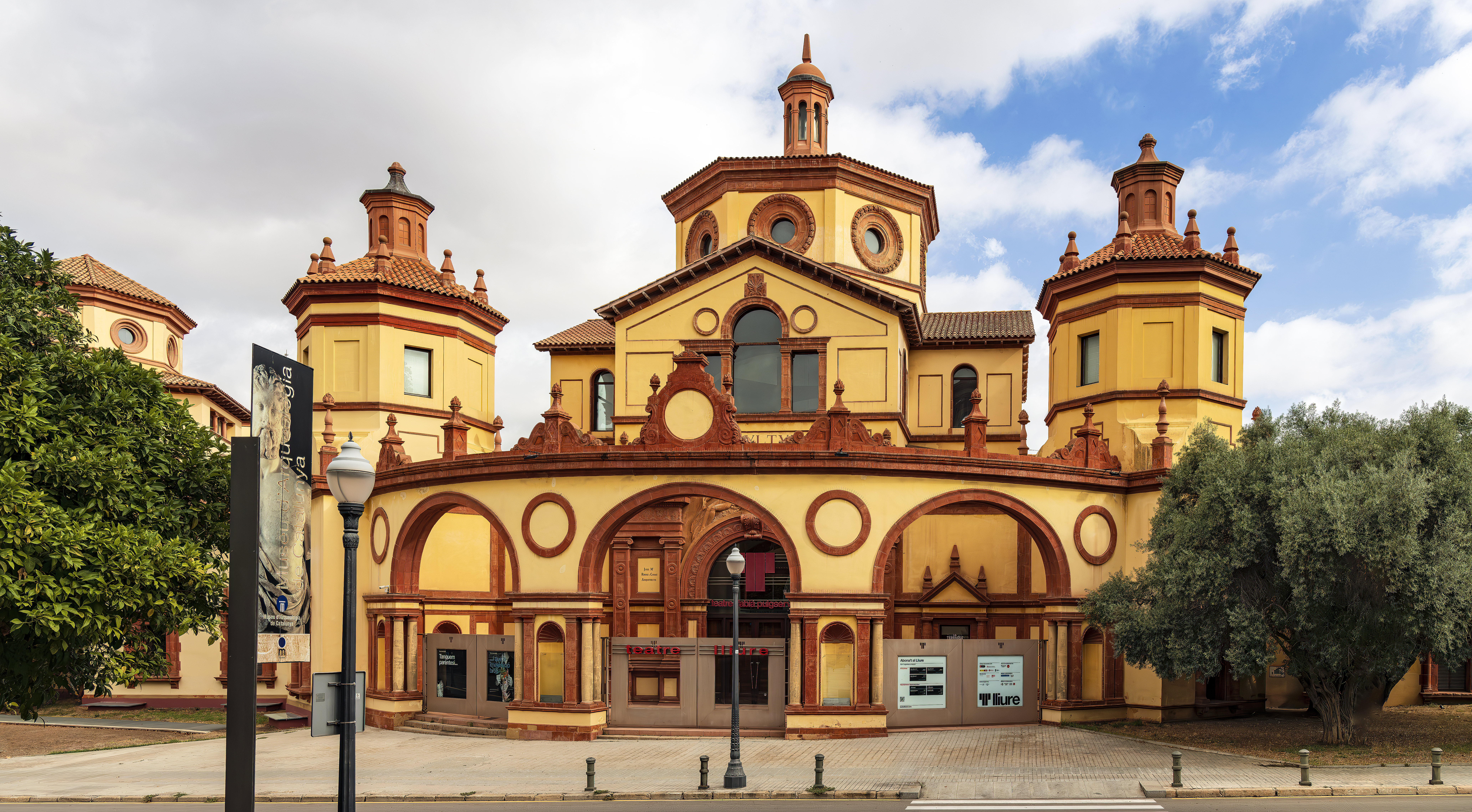
Teatre Lliure.

L'AAD va triar textos que havien estat prohibits durant la dictadura de Franco o que no havien tingut accés a l'escenari. L'organització va ser totalment autogestionària i es va procurar donar feina al màxim nombre possible de professionals. Per això es van preferir textos amb repartiments amplis, les direccions eren col·lectives i tots els professionals cobraven el mateix. La comissió gestora i executiva la formaven Mario Gas, Josep Maria Loperena, Carlos Lucena, Jaume Nadal, Roger Ruiz, Ricard Salvat i Josep Torrens. Es van programar 29 espectacles teatrals, música i dansa, quatre dels quals van ser produïts per diferents col·lectius de l'AAD. També hi van participar, entre molts altres noms rellevants, Comediants i la companyia de Núria Espert. El Grec d'aquell estiu es va inaugurar l'1 de juliol amb 7 hores de rock, un concert amb Pau Riba, Iceberg, Oriol Tramvia i Suck Electrònic.
L'operació Grec 76 va resultar un èxit, però dins l'AAD van sorgir tensions, sobretot en el moment de decidir si s'adherien a l'Assemblea de Catalunya. Per tant, quan es van haver de definir les posicions polítiques, la unió que hi havia hagut en els projectes teatrals es va dissoldre. Alguns membres es van escindir i llavors es va fundar l'Assemblea de Treballadors de l'Espectacle (ADTE), que es va donar a conèixer amb l'‘operació Born', un macroespectacle col·lectiu amb més de cinquanta actors, diversos directors i escenaris i música en directe a partir de Don Juan Tenorio, que es va fer durant tres dies al Mercat del Born. Després, l'ADTE va trobar al Saló Diana un espai on es va crear des de l'autogestió entre el 1977 i el 1979. Després de l'operació es va evidenciar la necessitat de tenir un espai i una certa estabilitat per desenvolupar nous projectes. A partir d'un dels col·lectius del Grec 76, diversos professionals formats a les escoles teatrals innovadores van decidir buscar un espai i fundar el Teatre Lliure, basant-se en el projecte del Piccolo Teatro de Milà. La primera estrena va ser Camí de nit, 1854, el 2 de desembre de 1976. Amb la creació del Teatre Lliure, l'escena barcelonina inaugurava un nou espai amb la consciència de construir alguna cosa de pes i relleu, com deixen veure les crítiques i les opinions que van seguir aquest primer espectacle. I és clar que el temps els acabaria donant la raó.

## Després de la dictadura. Institucionalització

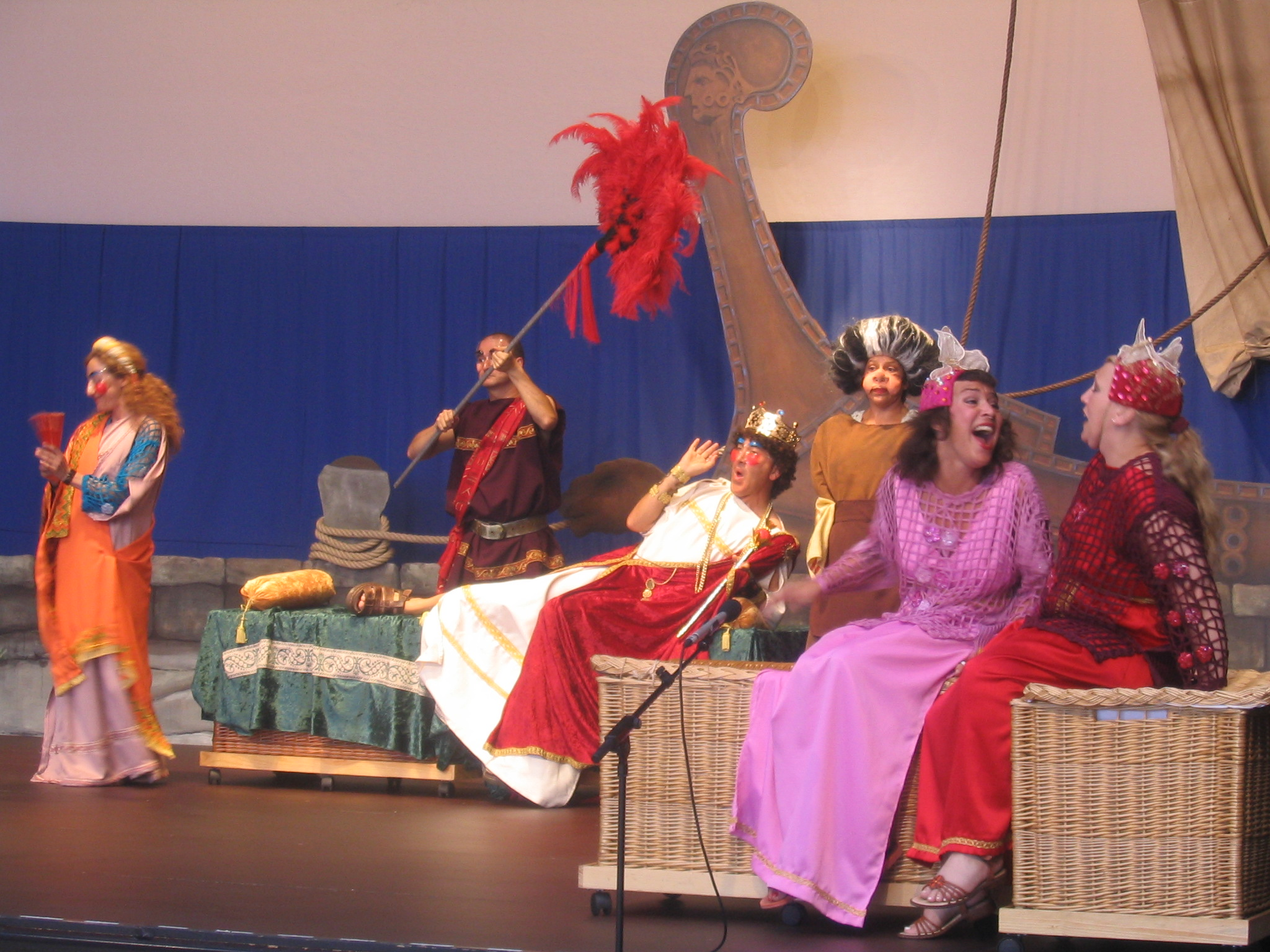
Teatre al Fòrum Universal de les Cultures a Barcelona

Amb la fi de la dictadura franquista i l'establiment de la democràcia va començar un procés de recuperació de les llibertats perdudes que passava també per la normalització lingüística i cultural catalana. En una època en què els principals països de l'Europa occidental es proveïen de teatres institucionals, els Països Catalans també van començar a reclamar teatres protegits pels poders públics. El franquisme havia relegat la llengua catalana a un ús familiar, i el teatre, com a esdeveniment públic, era un dels àmbits on el pes de la censura es feia més evident.
La dictadura havia impulsat la privatització del sector i la rigidesa de les estructures de producció i, com a resposta a tot això, entre els anys cinquanta i setanta, van sorgir centres i companyies que maldaven per canviar el panorama: amb projectes com l'Agrupació Dramàtica de Barcelona (ADB), i l'Escola d'Art Dramàtic Adrià Gual (EADAG). A partir de la dècada dels seixanta van començar a emergir companyies provinents del teatre independent com Els Joglars (1962) o Comediants (1971), entre d'altres. Tant l'ADB com l'EADAG tenien com a objectiu crear un teatre nacional de Catalunya, motiu pel qual van configurar la programació fent una tria dels que en podrien ser els clàssics i posant especial interès en els autors del moment. Des de l'àmbit oficial, però amb participació de grups independents, s'havien dut a terme algunes iniciatives esporàdiques com ara el Cicle de Teatre Llatí, del 1958 al 1969, amb el patrocini de l'Ajuntament de Barcelona, o el Festival Internacional de Teatre de Sitges (1967).
Iniciatives com l'ADB i l'EADAG havien preparat el terreny per a una futura institucionalització teatral, però calia que la situació fos retroactiva i que els poders públics facilitessin la professionalització i la consolidació. Un dels primers èxits d'aquesta nova etapa iniciada va ser la recaptació de diner públic per al primer Festival Grec, l'any 1976, gestionat assembleàriament per la professió teatral i que va dur per lema per a un teatre al servei del poble.
Un any més tard es va celebrar un Congrés de Cultura Catalana, en el qual ja es va programar una ambiciosa política teatral: calia organitzar el sector i descentralitzar-lo i crear xarxes d'intercanvi. A més, es va acordar la creació d'un teatre institucional a Barcelona. De resultes de la urgència d'impulsar una política teatral, el 1980 la Generalitat va crear el Centre Dramàtic de Catalunya (CDG), que va tenir la seu al Teatre Romea del 1981 al 1998.
El 1985, l'Ajuntament de Barcelona va inaugurar el primer projecte dedicat a les arts escèniques: el Mercat de les Flors. Aquest darrer centre no tenia una companyia pròpia i era, per tant, un espai obert tant a la producció privada nacional com a la internacional. L'any que va venir després va ser clau per a l'evolució del teatre públic a Catalunya, ja que, un cop anunciada la candidatura de Barcelona als Jocs Olímpics, moltes institucions es van decidir a apostar pel camp teatral. La percepció era que la cultura era un element primordial per construir una bona imatge de la ciutat i es valorava que d'ençà dels setanta, amb els grups independents, el teatre havia agafat una bona embranzida i que els centres acabats de crear, com el CDG i el Mercat de les Flors, anaven força bé. També als vuitanta el Teatre Lliure –creat el 1976– va començar a rebre subvencions de forma regular i es va convertir, d'aquesta manera, en la primera iniciativa teatral independent amb suport de diner públic.

### Creació del TNC i d'altres centres dramàtics

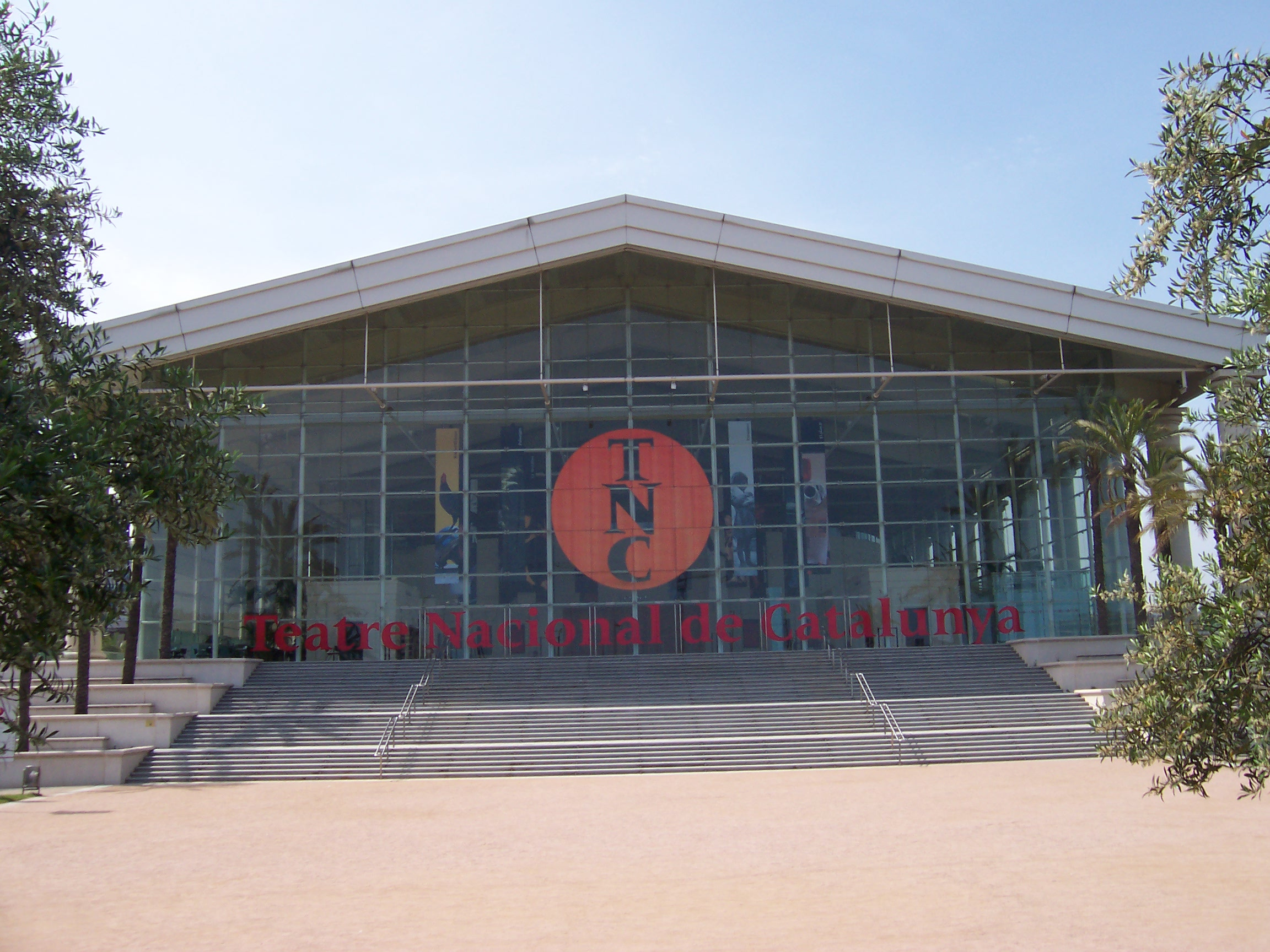
TNC

L'any 1989 l'actor i director Josep Maria Flotats va presentar un projecte a la Generalitat per a la creació del Teatre Nacional de Catalunya (TNC) i, un cop acceptat com a vaixell insígnia de la política teatral del govern, el 1995 en va ser nomenat director fundador. Les tres sales que constitueixen el TNC (una de principal i dues d'annexes) van ser inaugurades entre els anys 1996 i 1997. El TNC realitza muntatges de clàssics catalans, textos universals i peces d'autors contemporanis; a més, afavoreix la promoció i consolidació de nous creadors amb el projecte T6. L'any 1998, Domènec Reixach i Felipe va rellevar Flotats en la direcció del teatre i, a partir del 2006, n'és director Sergi Belbel. Paral·lelament, l'any 1997, a més d'inaugurar-se el TNC, es va presentar el projecte de la Ciutat del Teatre, que havia d'incorporar el Lliure –encara amb seu a Gràcia– dins el mateix espai urbanístic que el Mercat de les Flors.
A banda dels centres dramàtics citats, tots ubicats a la ciutat de Barcelona, cal tenir en compte els centres que, ja des del moment que va començar el període d'institucionalització, van néixer al Vallès, Osona o Baix Camp, entre d'altres. El repte era articular el teatre nacional des d'una òptica descentralitzadora que afavorís l'intercanvi comarcal i les relacions als Països Catalans. El Centre Dramàtic del Vallès es va establir a la seu de l'antic Vapor Amat de Terrassa, l'any 1974. Actualment engloba les instal·lacions docents de l'Institut del Teatre –amb l'especialitat de teatre de gest–, la sala polivalent Maria Planas i el Teatre Alegria. Després que l'any 2004 l'Alegria tanqués per manca de recursos, Oriol Broggi en va ser el director, fins a l'any 2007, moment en què el va rellevar Pep Pla.
D'altra banda, el Centre Dramàtic d'Osona es va crear l'any 1976 i fa poc que ha estrenat nova seu al Seminari Vell de Vic, on hi ha l'espai polivalent Teatre Laboratori, que es reparteix la programació amb l'Institut Municipal d'Acció Cultural de l'Ajuntament de Vic. Entre altres activitats, aquest centre organitza cursos d'iniciació a la dansa, dirigits per la Companyia Resident de Dansa. A més, organitza activitats com el Dia Mundial del Teatre, el Premi de Textos Teatrals, la Trobada de Grups de Teatre o Les Nits del Lloro.
És de creació més recent el Centre d'Arts Escèniques de Reus (CAER). El CAER va néixer l'any 2005 i inclou el Teatre Fortuny, el Teatre Bartrina, les produccions pròpies CAER CREA, que combinen la dramatúrgia contemporània amb altres llenguatges escènics com el circ, la fira Trapezi, els festivals Cos i Més Dansa i altres cicles i activitats escèniques.
Tot el procés d'institucionalització posterior a la dictadura es va començar a fer notar al País Valencià l'any 1971, amb els teatres de la Diputació, a València. Més tard, el 1979, el Teatre Principal va començar una etapa d'obertura; el 1980 la sala Escalante va obrir-se per a grups valencians de teatre experimental, i el 1988 es va inaugurar el Centre Dramàtic de la Generalitat Valenciana al Rialto. Però darrerament el suport institucional al teatre valencià ha patit una davallada i aquest només es manté gràcies a grups independents. No obstant això, cal tenir present l'auge del Festival d'Alcoi, des del 1990. L'organisme Teatres de la Generalitat Valenciana coordina totes les actuacions de la Generalitat Valenciana relacionades amb les arts escèniques. En depenen de forma directa el Teatre Principal, el Teatre Rialto, la Sala Moratín, el Teatre Talia i L'Altre Espai –de la ciutat de València– i el Teatre Arniches (Alacant).

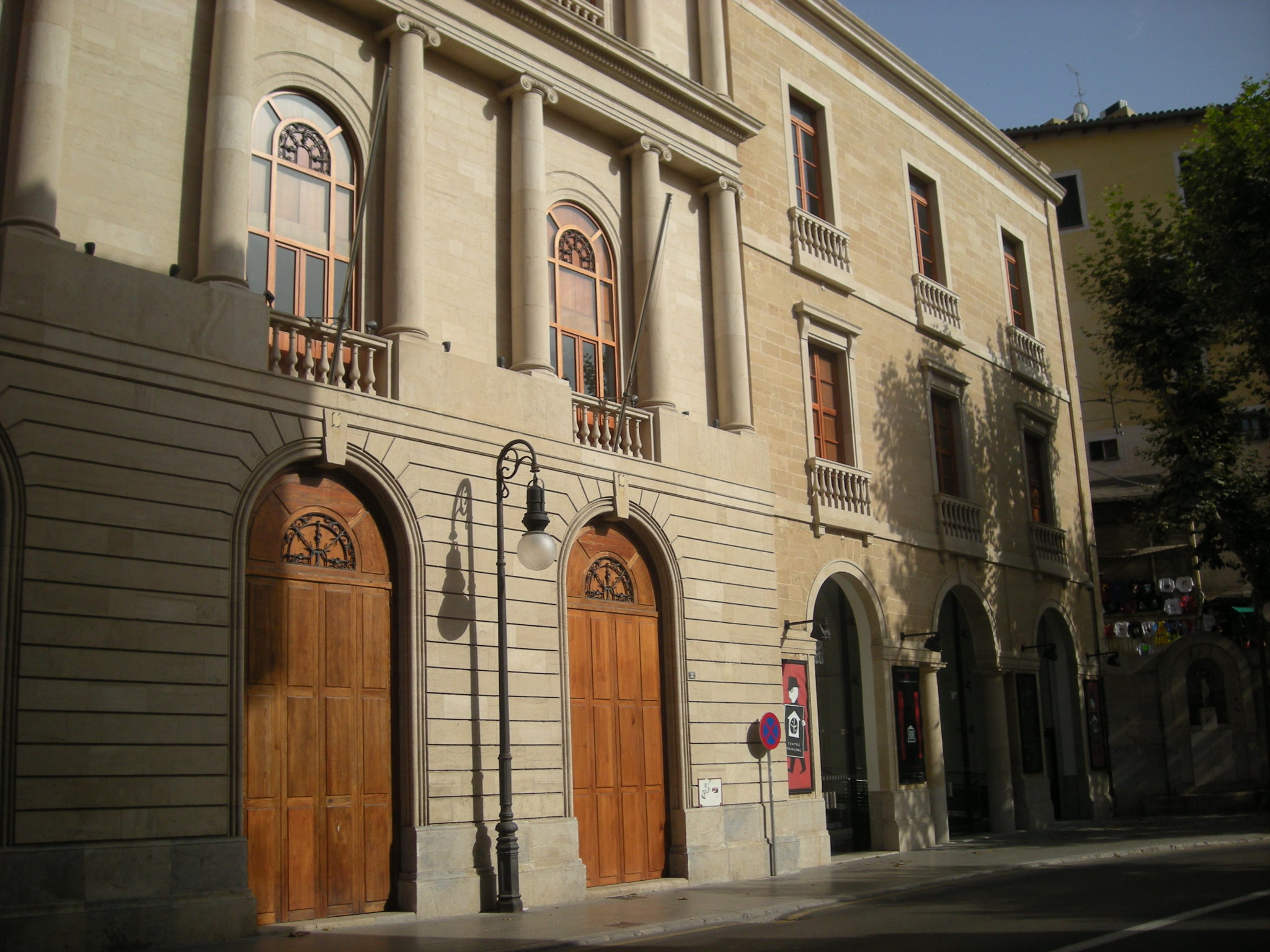
El Teatre Principal de Palma

A les Illes Balears, fins a la dècada dels noranta no hi ha hagut una autèntica revifalla del teatre català, representat institucionalment en el Teatre Principal de Palma, des del 1996. Aquest teatre es va construir l'any 1857 al lloc on anteriorment hi havia hagut la vuitcentista Casa de les Comèdies. El 1970, la Diputació Provincial va decidir responsabilitzar-se de la programació, però el va tenir tancat durant uns anys i la inauguració del nou local es va fer el 1977. Dos anys més tard, la titularitat del teatre va passar al Consell General Interinsular i, l'any 1980, al Consell Insular de Mallorca. Finalment, l'any 2001 es va crear la Fundació Teatre Principal de Palma perquè n'assumís la gestió.
Actualment el repte és aconseguir més cooperació entre els diferents equipaments institucionals dels Països Catalans per crear una bona xarxa que connecti i generi intercanvis teatrals i culturals entre tot aquest àmbit, com el Projecte Alcover, creat el 1996.

## Publicacions i periòdics teatrals

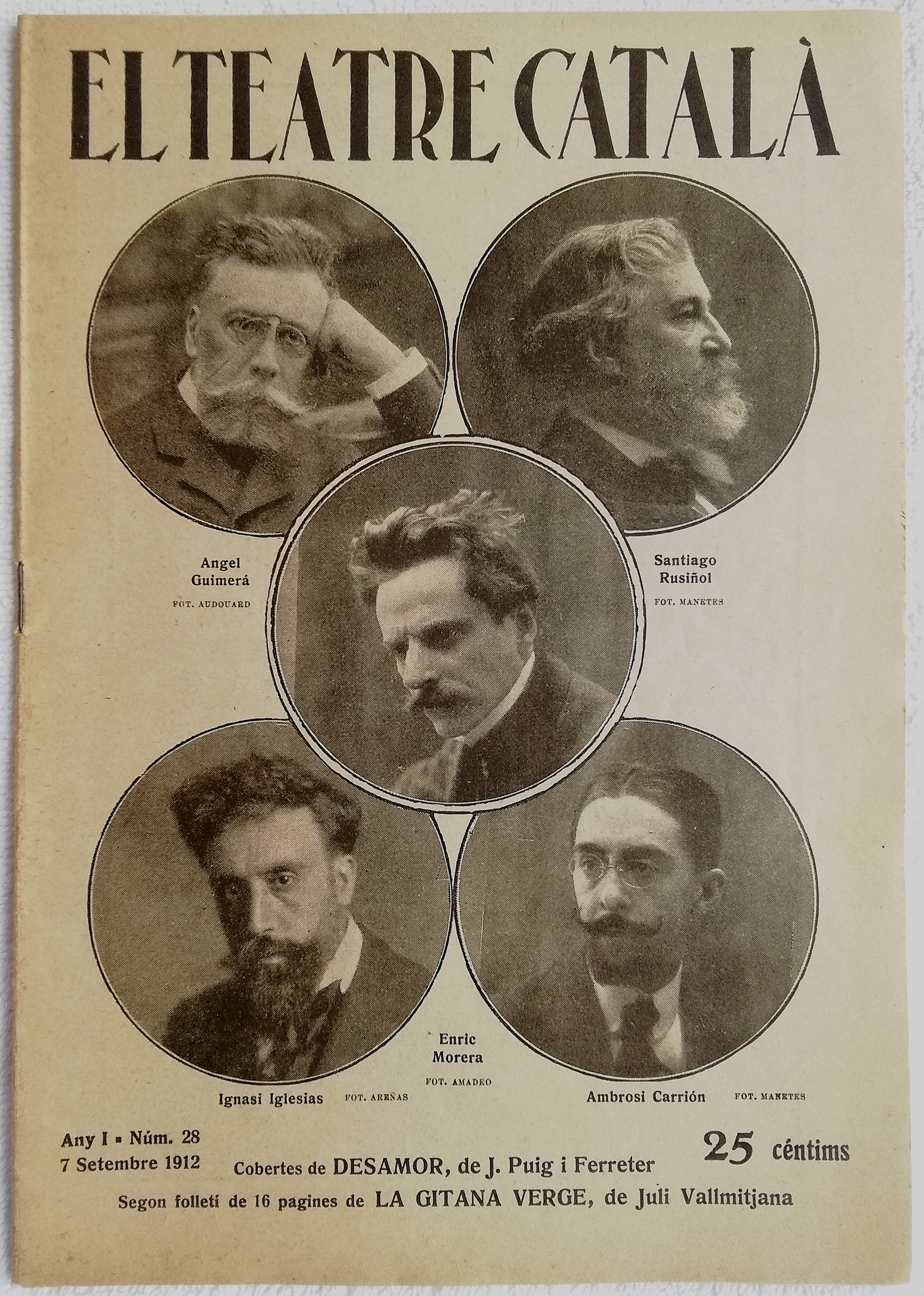
El Teatre Català, exemplar de l'any 1912 publicat a Barcelona, on apareix Àngel Guimerà i Santiago Rusiñol, entre d'altres.

Es pot considerar el setmanari Lo Teatre Català aparegut l'any 1890, com el pioner en informació del món de l'espectacle. De 1892 a 1902 sorgí Lo Teatro Regional. Al llarg del segle xx van aparèixer una sèrie de setmanaris o publicacions dedicades al teatre, algunes en forma de col·lecció.
Un dels primers va ser el setmanari La Escena Catalana fundada l'any 1908, va publicar uns vuit-cents números, fins que desaparegué amb el cop d'estat franquista.
Entre 1912 i 1917 aparegué el setmanari El Teatre Català, on hi havia bona part dels redactors de La Escena Catalana.
Entre els anys 1918 i 1923 es publicà La Novel·la Teatral Catalana, amb almenys 70 obres editades. Feien una crítica constructiva de sinceritat i imparcialitat, pel bé del teatre nacional.
Nostre Teatro fou una publicació setmanal de la Ciutat de València sorgida l'any 1921, on a cada número s'hi editava un sainet valencià; va compartir nom amb la sala teatral Nostre Teatre.
Del 1932 al 1937 va sorgir la publicació quinzenal Catalunya Teatral que publicà almenys 112 obres; en una segona etapa de la publicació, de 1946 a 2001, amb certs canvis, en publicaren més.
Una altra publicació quinzenal va ser El Nostre Teatre, que publicaren 68 obres de teatre, van existir entre l'any 1934 fins a 1937, en plena guerra encara van poder publicar dues obres.
L'any 1959 aparegué la col·lecció Quaderns de Teatre A. D. B. editada per l'Editorial Fontanella, S. A., van publicar com a mínim 18 volums.